# Guerra in Afghanistan (1979-1989)
La guerra in Afghanistan del 1979-1989, indicata anche come guerra sovietico-afghana, fu un conflitto intercorso tra il 24 dicembre 1979 e il 15 febbraio 1989 nel territorio dell'Afghanistan, e che vide contrapposte da un lato un massiccio contingente di truppe terrestri e aeree dell'Unione Sovietica in appoggio alle forze armate del governo della Repubblica Democratica dell'Afghanistan (RDA), e dall'altro vari raggruppamenti di guerriglieri afghani collettivamente noti come mujaheddin, appoggiati materialmente e finanziariamente da un gran numero di nazioni estere; il conflitto viene considerato parte della guerra fredda nonché prima fase della più ampia guerra civile afghana.
Il conflitto ebbe inizio con l'invasione del Paese a opera delle forze dell'Armata Sovietica, per deporre il presidente della RDA Hafizullah Amin per rimpiazzarlo con Babrak Karmal; l'intervento militare dell'URSS provocò una recrudescenza della guerriglia afghana contro il regime della RDA, già da tempo molto estesa nel Paese: i combattenti mujaheddin, divisi in più schieramenti e partiti che non ebbero mai una guida unitaria nel corso del conflitto, intrapresero quindi una lunga campagna di guerriglia contro le forze sovietiche occupanti il paese, spalleggiati in questo senso dagli armamenti, dai rifornimenti e dall'appoggio logistico fornito loro (in modo non ufficiale, ma pubblicamente ben noto) da Paesi come gli Stati Uniti, il Pakistan, l'Iran, l'Arabia Saudita, la Cina e il Regno Unito.
Dopo più di nove anni di guerra, che provocarono vaste distruzioni all'Afghanistan nonché ampie perdite di vite civili, l'intervento sovietico nel conflitto ebbe termine con una ritirata generale delle proprie truppe conclusa il 15 febbraio 1989, dopo la firma degli accordi di Ginevra tra RDA e Pakistan; gli scontri tra mujaheddin e truppe governative proseguirono nell'ambito della guerra civile afghana, fino alla caduta del governo della RDA nell'aprile del 1992.
Viene definito da alcuni storici come il "Vietnam sovietico", tracciando un parallelo con la guerra del Vietnam intrapresa dagli Stati Uniti.

## Antefatti

### L'Afghanistan dalla monarchia alla repubblica
I rapporti tra Afghanistan e Unione Sovietica erano di vecchia data: nel 1919 il governo del re Amānullāh Khān fu il primo a riconoscere il regime bolscevico instauratosi a Mosca dopo gli eventi della Rivoluzione d'ottobre, ricevendone in cambio sostegno e appoggio durante la terza guerra anglo-afghana, conflitto che comportò il definitivo affrancamento dell'Afghanistan dall'influenza coloniale britannica; i rapporti tra i due paesi andarono rafforzandosi, e nel 1921 fu sottoscritto un trattato di amicizia in base al quale, in cambio di forniture militari, il governo di Kabul negò il suo appoggio ai ribelli islamici basmachi attivi nelle regioni dell'Asia centrale soggette alla dominazione sovietica.
La caduta di Amānullāh e l'ascesa al trono afghano di Mohammed Zahir Shah nel 1933 raffreddarono la cordialità tra i due paesi, anche se i rapporti diplomatici e commerciali rimasero eccellenti: nel 1953 il nuovo Primo ministro Mohammed Daud Khan decise di abbandonare la tradizionale linea di neutralità seguita fino ad allora dall'Afghanistan e, dopo aver cercato l'appoggio degli Stati Uniti senza trovarlo, spinse per rapporti più stretti con l'URSS, con la quale fu firmato un trattato di amicizia e sostegno nel 1956; i programmi di modernizzazione portati avanti da Zahir e Daud nel corso degli anni cinquanta godettero di ampi finanziamenti da parte di Mosca, che si fece carico della costruzione di strade, infrastrutture e aeroporti come pure dell'addestramento e dell'equipaggiamento del Reale esercito afghano, per un totale di quasi due miliardi e mezzo di dollari di aiuti militari e civili.
Daud instaurò sull'Afghanistan un governo autoritario e personalista, oltre ad acuire nuovamente le tensioni con il vicino Pakistan circa la definizione del lungo confine terrestre tra i due paesi, fissato durante il periodo della dominazione britannica lungo la contestata "Linea Durand"; privo di sbocchi al mare e dipendente dai porti pakistani per i commerci, l'Afghanistan andò incontro a una grave crisi economica per via delle sue contese con Islamabad, tanto che nel 1963 Zahir decise di estromettere Daud dal potere e di assumere un ruolo più attivo nella guida del paese: nel 1964 una nuova Costituzione portò l'Afghanistan a un regime di monarchia costituzionale, introducendo libere elezioni a suffragio universale e favorendo l'emancipazione delle donne.
Grazie al nuovo regime costituzionale, nel 1965 fu fondato il Partito Democratico Popolare dell'Afghanistan (PDPA), di stampo marxista-leninista e strutturato secondo il modello dell'omologo partito sovietico; appena un anno dopo la sua nascita, tuttavia, il PDPA si scisse in due formazioni autonome, di identica ideologia ma discordanti sul metodo d'azione da seguire: l'ala "Parcham" ("Bandiera", dal nome della sua testata giornalistica), capitanata da Babrak Karmal, puntava a una riforma graduale della società semi-feudale afghana agendo in collaborazione anche con il sovrano, mentre la fazione "Khalq" ("Popolo"), guidata dal segretario del partito Nur Mohammad Taraki e dal suo braccio destro Hafizullah Amin, era più intransigente e massimalista, e soprattutto ostile al monarca.
Il 17 luglio 1973, approfittando dell'assenza di Zahir dal paese, Daud condusse un colpo di Stato sostanzialmente incruento a Kabul, prendendo il potere con l'appoggio dei militari e di entrambe le ali del PDPA: la Costituzione del 1964 fu abolita e il paese traghettato a un regime repubblicano, con lo stesso Daud che riuniva in sé le cariche di capo di Stato e di governo. Le iniziative politiche del nuovo presidente si dimostrarono però fallimentari, alienandogli ben presto tutti gli appoggi di cui godeva: in politica estera Daud cercò di riportare l'Afghanistan nel campo dei paesi non allineati, mantenendo un'equidistanza dai due blocchi anche nel tentativo di diminuire l'influenza sovietica sulla nazione, diffusa sebbene discreta; inevitabilmente tale politica costò a Daud l'appoggio del PDPA, favorevole invece a rapporti ancora più stretti con Mosca.
In politica interna furono portati avanti i programmi di modernizzazione intrapresi sotto il regno di Zahir, seppur con una maggiore moderazione e attenzione alle tradizioni nazionali: anche in questo modo tuttavia le politiche governative trovarono una forte opposizione nella società afghana, ancora strutturata, soprattutto nelle zone rurali, secondo logiche tribali e refrattaria alla modernizzazione. Sotto quest'ultimo aspetto iniziarono a maturare le prime forme di opposizione armata al governo afghano, trovando quasi subito il supporto del vicino Pakistan: il governo del premier Zulfiqar Ali Bhutto era fortemente preoccupato per l'intenzione di Daud di riunire le popolazioni pashtun sui due lati della frontiera comune in un unico Stato (il cosiddetto "Pashtunistan").
Nel 1974 agenti pakistani dell'Inter-Services Intelligence (ISI) riuscirono a evacuare da Kabul due importanti leader del movimento islamico dell'Afghanistan, Burhanuddin Rabbani e Gulbuddin Hekmatyar, portandoli al sicuro a Peshawar, mentre contemporaneamente campi d'addestramento per i ribelli afghani venivano organizzati oltre la frontiera con il Pakistan. Nel giugno del 1975 membri del partito islamico Jamiat-e Islami diedero vita anche a un primo tentativo insurrezionale nella vallata del Panjshir, ma l'azione fu facilmente repressa dalle truppe governative; l'appoggio pakistano ai movimenti islamici conobbe poi un periodo di stasi a partire dal 1977, quando Bhutto fu estromesso dal potere dopo un colpo di Stato militare condotto dal generale Muhammad Zia-ul-Haq.

### La Repubblica Democratica dell'Afghanistan

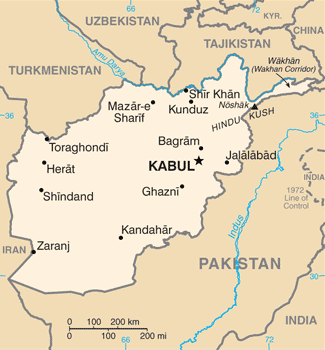
Carta geografica dell'Afghanistan

All'inizio del 1978 l'impopolarità di Daud raggiunse livelli critici, anche in seguito all'assassinio il 17 aprile di un importante esponente del PDPA, Mir Akbar Khyber; il 27 aprile 1978 il partito comunista afghano si fece promotore di un sanguinoso colpo di Stato contro Daud (indicato come "rivoluzione di Saur" o "rivoluzione d'aprile"), trovando il pieno appoggio degli alti ufficiali delle forze armate, in maggioranza addestrati in Unione Sovietica: il palazzo presidenziale di Kabul fu preso d'assalto e Daud e diversi suoi familiari assassinati. Il PDPA proclamò quindi la nascita della "Repubblica Democratica dell'Afghanistan" e le sue fazioni si spartirono il potere, con Taraki alla presidenza, Karmal vice Primo ministro e Amin ministro degli Esteri.
Il nuovo governo portò avanti i programmi di modernizzazione socio-economica con maggior decisione, abbandonando ogni cautela e seguendo un'impostazione di tipo socialista: le grandi proprietà terriere furono confiscate e redistribuite a famiglie di contadini poveri, fu abolita l'ushur (la decima dovuta ai latifondisti dai braccianti), le banche furono nazionalizzate e si tentò di porre un calmiere ai prezzi; in ambito sociale furono portati avanti programmi di alfabetizzazione, si tentò di sradicare la pratica dei matrimoni combinati e l'imposizione del burqa, cercando di riaffermare l'emancipazione delle donne confermando loro il diritto di voto e incoraggiandole a partecipare attivamente alla vita politica. Dopo la firma nel dicembre del 1978 di un nuovo trattato di amicizia tra le due nazioni, i sovietici furono invitati a collaborare ai programmi governativi afghani, realizzando strade e infrastrutture e avviando progetti di esplorazione delle vaste ma poco sfruttate risorse minerarie del paese.
Sebbene accolte con favore dalla quasi totalità della popolazione urbana, le politiche avviate dal PDPA furono un trauma per gli abitanti delle zone rurali, nettamente maggioritari nel Paese: la natura stessa delle riforme, contrarie ai principi tradizionali e religiosi afghani, e l'eccessiva velocità con cui furono introdotte generarono una diffusa ostilità nei confronti del governo di Kabul; le idee del marxismo-leninismo stentarono a prendere piede in una popolazione prevalentemente rurale e analfabeta, assolutamente fedele ai precetti islamici. D'altro canto la leadership del PDPA, dove l'ala Khalq era ormai maggioritaria, si dimostrò intransigente nel portare avanti i suoi programmi e contraria a ogni tipo di opposizione, che fu sistematicamente repressa tramite ondate di arresti ed esecuzioni; la repressione portata avanti dal governo di Kabul provocò una recrudescenza delle opposizioni a esso: mentre dal Pakistan i mullah e i leader islamici in esilio invocavano un jihād contro la RDA, a partire dalla fine del 1978 nelle zone montuose dell'Afghanistan presero a formarsi le prime bande di guerriglieri anti-governativi, ben presto ribattezzantesi mujaheddin ("combattenti per il jihād"). Già in ottobre i primi scontri tra truppe governative e ribelli nuristani presero vita nella provincia di Konar.
La ribellione si estese anche alle forze armate, sempre più afflitte da diserzioni e defezioni: il 21 marzo 1979 l'intera 17ª Divisione fanteria si ammutinò sotto la guida del capitano Ismail Khan, prendendo possesso della città di Herat; furono necessari pesanti bombardamenti aerei prima che le unità scelte del governo potessero riprendere il centro abitato e reprimere l'insurrezione, lasciando sul terreno tra i 3000 e i 5000 morti compresi un centinaio di cittadini sovietici (consiglieri militari con le loro famiglie), trucidati e mutilati dagli insorti. Il 5 agosto 1979 una rivolta militare programmata nella capitale Kabul fu scoperta all'ultimo minuto, e diversi ufficiali anticomunisti furono arrestati; la guarnigione della cittadella di Bala Hissar, a sud della capitale, proseguì comunque con l'ammutinamento, e fu necessaria una battaglia di quattro ore prima che i reparti paramilitari del ministero degli Interni afghano, supportati da carri armati ed elicotteri da combattimento, potessero avere ragione degli insorti. Entro la metà del 1979, 25 delle 28 province dell'Afghanistan erano in aperta rivolta contro il governo.

### La rivolta si estende

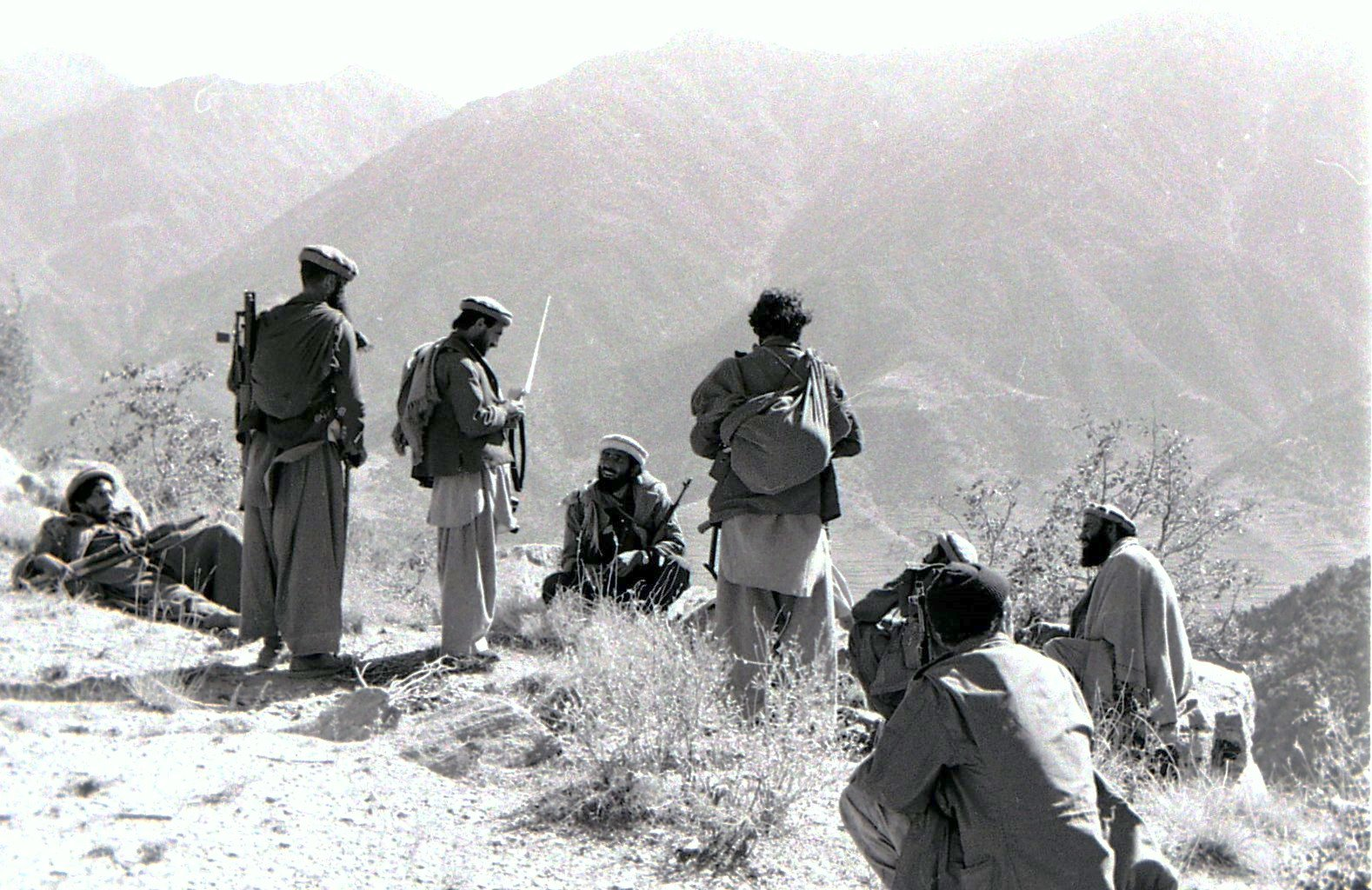
Un gruppo di mujaheddin nella provincia di Kunar nel 1987

Il PDPA rispose alla rivolta irrigidendo ancora di più le sue posizioni: nel marzo del 1979 l'ala Parcham fu estromessa dalle funzioni governative e diversi dei suoi esponenti furono arrestati, mentre Karmal fu allontanato dal Paese e inviato come ambasciatore a Praga. Per far fronte all'insurrezione e al disfacimento a cui stavano andando incontro le forze armate afghane Kabul richiese sempre più l'appoggio militare sovietico, in virtù del trattato di amicizia firmato nel dicembre del 1978: il numero di consiglieri militari sovietici presso le forze afghane fu incrementato a 4000 uomini dai 400 presenti a maggio, mentre nell'aprile del 1979 Taraki richiese e ottenne l'invio di unità di elicotteri d'attacco dell'Armata Rossa (che operarono inizialmente sotto insegne afghane); in giugno carri armati e blindati sovietici con il relativo personale furono inviati a Kabul per presidiare aeroporti e strutture governative, mentre il 19 luglio Taraki fece richiesta di un massiccio contingente di truppe da combattimento sovietiche (quantificato in due divisioni motorizzate e una aviotrasportata), anche se su quest'ultimo punto Mosca decise di prendere tempo.
Contemporaneamente anche la guerriglia iniziava a ricevere aiuti e appoggi da altre nazioni, non solo da parte del tradizionale alleato pakistano ma anche dagli Stati Uniti: le relazioni tra Washington e Kabul, già pessime dopo il colpo di Stato del PDPA, precipitarono nel febbraio del 1979 quando l'ambasciatore americano Adolph Dubs fu sequestrato da militanti islamici e successivamente ucciso durante il blitz della polizia afghana per liberarlo. Il progressivo estendersi della guerriglia e parallelamente del coinvolgimento sovietico nel paese spinsero gli Stati Uniti a muovere i primi passi per sostenere i mujaheddin: il 3 luglio 1979 il presidente Jimmy Carter firmò il primo ordine operativo segreto che autorizzava la CIA ad avviare "covert operations" contro la RDA, comprendenti iniziative di propaganda contro il regime comunista di Kabul e la raccolta di risorse finanziarie per sostenere la guerriglia, mentre almeno inizialmente non fu prevista la fornitura di armi ai mujaheddin; secondo alcuni esponenti dell'amministrazione Carter (primo tra tutti il consigliere per la sicurezza nazionale Zbigniew Brzezinski) la fornitura di aiuti ai mujaheddin puntava a provocare l'estendersi del coinvolgimento dell'URSS in Afghanistan, dando l'opportunità agli americani di logorarne le risorse militari coinvolgendole nella lotta contro un esteso movimento guerrigliero, in maniera similare a quanto accaduto agli stessi Stati Uniti nel corso della guerra in Vietnam.
L'estendersi dei disordini e degli scontri in Afghanistan provocarono preoccupazione nel governo sovietico: vi era la percezione che le forze della guerriglia, ancora piuttosto disunite e non coordinate, potessero riunirsi per dare vita a un vero e proprio movimento "controrivoluzionario" capace di abbattere il PDPA, ma a Mosca ancora molti esponenti del Politburo, tra cui il capo del KGB Jurij Vladimirovič Andropov e il ministro degli esteri Andrej Andreevič Gromyko, si opponevano a un intervento diretto delle forze da combattimento sovietiche nel paese, timorosi che ciò potesse danneggiare le relazioni con i paesi non allineati; la diplomazia sovietica iniziò quindi a fare pressioni su Taraki perché assumesse un atteggiamento più moderato, spingendo anche per trovare una riconciliazione tra le fazioni Khalq e Parcham. L'apertura a politiche più contenute provocò però la reazione dell'ala dura del Khalq e il 14 settembre 1979 Taraki fu assassinato, venendo rimpiazzato da Hafizullah Amin; il nuovo regime inasprì ancora di più la repressione: in due mesi si stimò che nella sola Kabul furono giustiziati circa 10000 oppositori o presunti tali, principalmente mullah e capi villaggio ma anche membri della nascente borghesia istruita afghana. Inevitabilmente, la recrudescenza della repressione provocò un incremento della guerriglia antigovernativa.

## Il terreno e la popolazione

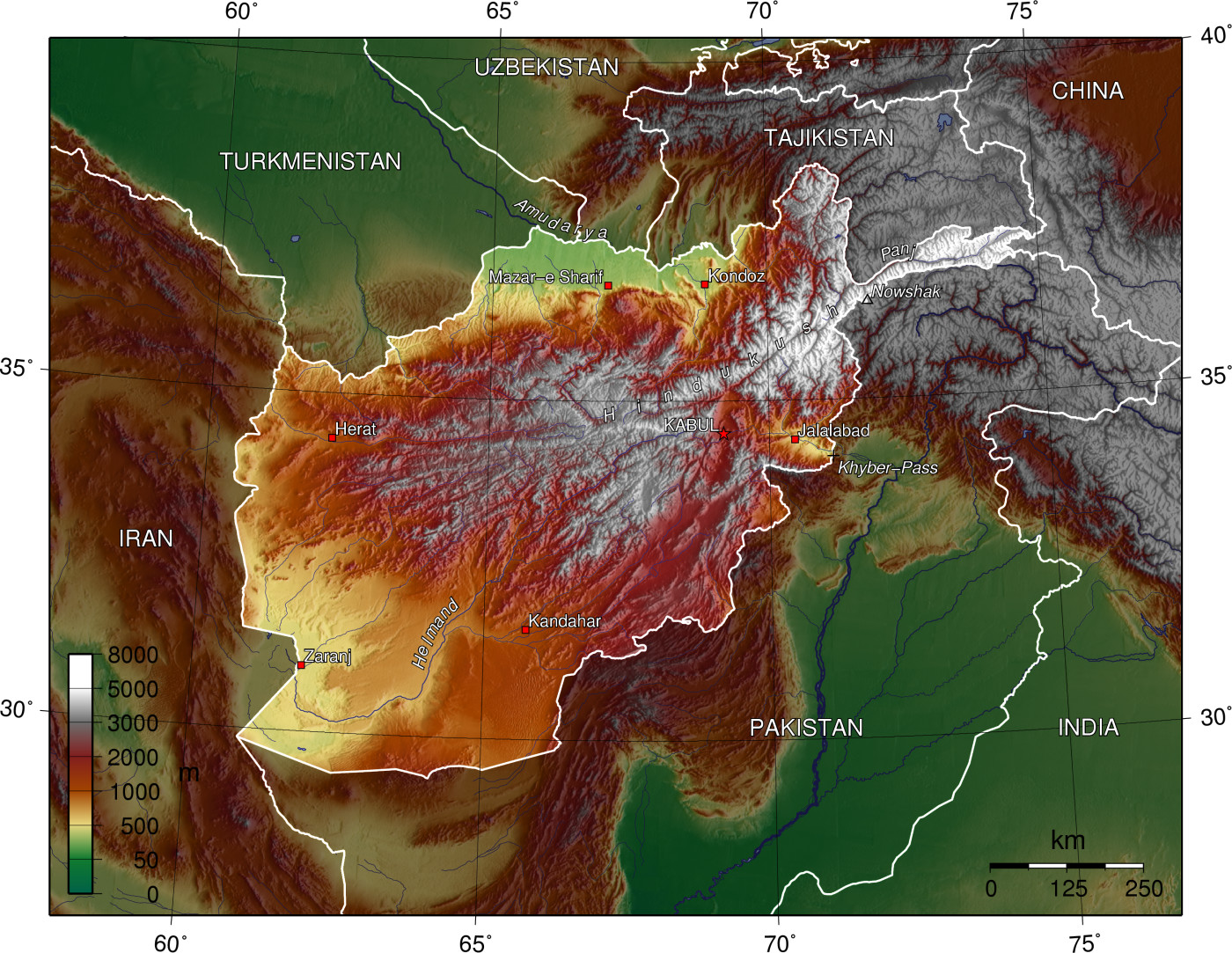
Cartina topografica dell'Afghanistan

L'Afghanistan si estende su una superficie di 652864 chilometri quadrati, l'equivalente di Francia, Belgio, Paesi Bassi e Danimarca messi insieme, con uno sviluppo dei confini pari a circa 5400 chilometri di cui 2348 con l'allora Unione Sovietica, 2 180 con il Pakistan, 820 con l'Iran e 75 con la Cina. Oltre l'85% del territorio afghano è montagnoso, comprendendo le catene del Pamir e dell'Hindu Kush a nord est, con vette tra i 2000 e i 7000 metri, e la catena dei monti Sulaiman lungo il confine sud orientale con il Pakistan, con vette tra i 2000 e i 5000 metri. Esistono ampie zone desertiche a nord (parte della pianura bactriana) e a sud (le regioni del Khas, Dasht-e Margoh e Registan). Numerosi i fiumi, specie nelle zone montane, ma il territorio è generalmente arido, con solo il 5% del totale occupato da foreste.
La rete stradale (circa 19000 chilometri, di cui il 75% in terra battuta) era essenzialmente limitata a un ampio anello che congiungeva Kabul, Pol-e Khomri, Mazar-i Sharif, Andkhoy, Herat, Kandahar per chiudersi nuovamente a Kabul, dal quale si dipartivano le strade secondarie dirette alle altre località. Anche il traffico su questa direttrice principale era comunque problematico dal punto di vista militare, limitato dalla larghezza irregolare della carreggiata, il profilo altimetrico spesso estremamente accidentato e la presenza di numerosi ponti e gallerie.
Il clima dell'Afghanistan è marcatamente continentale, con forti oscillazioni stagionali, passando da temperature medie tra i 30° e i 50° a luglio (il mese più caldo) a medie ampiamente sotto lo zero tra gennaio e febbraio, quando la copertura nevosa supera anche i 2 metri sulle montagne e raggiunge i 10 o 15 centimetri anche nella vallate e pianure. Le piogge sono più abbondanti da dicembre a febbraio.
Le condizioni orografiche e climatiche spesso proibitive e la rete stradale quasi inesistente rendevano quindi di fatto impossibile condurre le operazioni militari intensive di tipo meccanizzato che costituivano la base della dottrina operativa e tattica sovietica dell'epoca, e rendevano problematiche perfino attività ordinarie quali i pattugliamenti e il flusso dei rifornimenti e materiali logistici.
La popolazione afghana nel 1979 era pari a circa 15,5-17 milioni di abitanti, per l'80% localizzati in zone rurali e per l'85% dediti all'agricoltura e alla pastorizia a livelli di sussistenza. Solo il 3,5% della popolazione era impiegato nel modesto settore industriale, e il 90% era analfabeta. Ampie zone del paese, quali i deserti meridionali e i massicci montuosi centrali e del nord-est, erano pressoché disabitate. Molto varia era la composizione della popolazione, che comprendeva oltre 20 gruppi e sottogruppi etnici: la componente principale era costituita dalle tribù pashtun (circa 9 milioni) stanziate nell'est e nel sud del paese, seguita da quelle tagike (oltre 4 milioni) raccolte nell'ovest e nel nord, uzbeke e hazara (circa 1 milione e mezzo ciascuno) e turkmene (oltre 1 milione); gruppi minori erano costituiti da nomadi kochi e aimak, persiani, baluci e nuristani. La religione era quella musulmana sunnita, con minoranze di sciiti pari a circa il 10-20% della popolazione e quantità più piccole di ismaeliti, entrambe concentrate principalmente tra le genti hazara.

## L'invasione

### La pianificazione

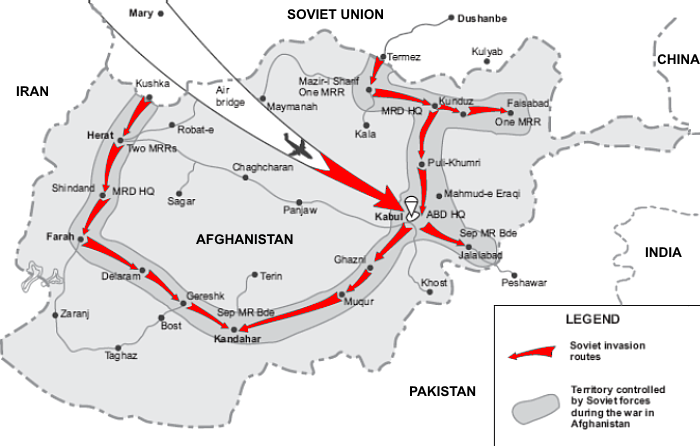
Mappa dell'invasione sovietica dell'Afghanistan.

Il regime massimalista e spietato di Hafizullah Amin provocò sgomento nel governo sovietico: a Mosca si arrivò persino a ipotizzare che Amin avesse legami con la CIA, e che il suo comportamento spietato non fosse che parte di un piano mirante a provocare una rivolta popolare e rovesciare il regime del PDPA; più concretamente, si temeva che le politiche repressive potessero portare a una rivoluzione di stampo islamico sul modello di quanto avvenuto pochi mesi prima in Iran, con il rischio non solo di perdere l'influenza da tempo instaurata sull'Afghanistan, ma anche che la rivolta potesse estendersi alle popolazioni musulmane dell'URSS confinanti con il paese con conseguente complicazione della situazione asiatica, turbata dalla guerra sino-vietnamita del marzo 1979 e dal vecchio contenzioso aperto con la Cina per il confine lungo il fiume Ussuri. La caduta di Taraki e l'instaurazione del regime di Amin provocarono una totale revisione dell'atteggiamento sovietico circa la questione afghana, con il ministro della difesa Dmitrij Fëdorovič Ustinov e i vertici militari che presero a fare pressioni sul segretario Leonid Il'ič Brežnev perché autorizzasse un intervento armato, finalizzato a deporre Amin e rimpiazzarlo con un governo più malleabile; a mano a mano si fece concreta l'idea di operare un intervento "di polizia", limitato nel tempo, per "riportare l'ordine" in un paese soggetto all'influenza sovietica, in ossequio alla cosiddetta "dottrina Brežnev" già applicata in Cecoslovacchia nel 1968: l'intervento puntava anche a migliorare l'immagine dell'URSS presso gli afghani, eliminando il governo intransigente di Amin per rimpiazzarlo con il più moderato Karmal.
Il 2 dicembre 1979 arrivò a Kabul un alto ufficiale del KGB, il generale Viktor Paputin, incaricato di condurre un ultimo tentativo di convincere Amin ad abbandonare il potere in favore di Karmal; contemporaneamente il generale Ivan Pavlovskij, comandante delle forze operative terrestri dell'Armata Rossa e già pianificatore dell'invasione della Cecoslovacchia nel 1968, condusse un gruppo di 50 ufficiali sovietici in una lunga ricognizione del territorio afghano, iniziando a stilare un piano d'azione. Il 10 dicembre, davanti all'evidente fallimento della missione di Paputin, il Politburo autorizzò lo Stato maggiore dell'Armata Rossa a dare avvio ai preparativi per l'invasione: dell'azione fu incaricato il Distretto militare del Turkestan del generale Maksimov, al quale furono affidati 52000 uomini ripartiti tra due divisioni motorizzate (la 5ª e la 108ª), una aviotrasportata (la 105ª) e varie formazioni minori; il 13 dicembre il generale Jurij Vladimirovič Tucharinov fu messo a capo del contingente, designato come 40ª Armata sovietica.
Il piano, preparato da un consiglio militare formato da ufficiali del distretto del Turkestan, prevedeva come prima cosa che le forze armate afghane fossero neutralizzate e rese non operative dai consiglieri militari sovietici, ormai inseriti nei settori chiave, per procedere con l'invasione vera e propria, diretta a occupare i centri principali e le linee di comunicazione e soprattutto a decapitare i vertici della RDA, eliminando Amin e i suoi fedeli; una volta fatto ciò, le truppe sovietiche avrebbero garantito la stabilizzazione della situazione politica e il rafforzamento dell'esercito afghano, a cui sarebbe stata progressivamente demandata la conduzione delle operazioni di repressione della guerriglia. Lo Stato Maggiore stimò che il grosso delle forze dell'Armata Rossa si sarebbe potuto ritirare entro tre anni dall'invasione, e che comunque il peso maggiore dei combattimenti sarebbe ricaduto sulle truppe afghane.

### Operazione Štorm 333

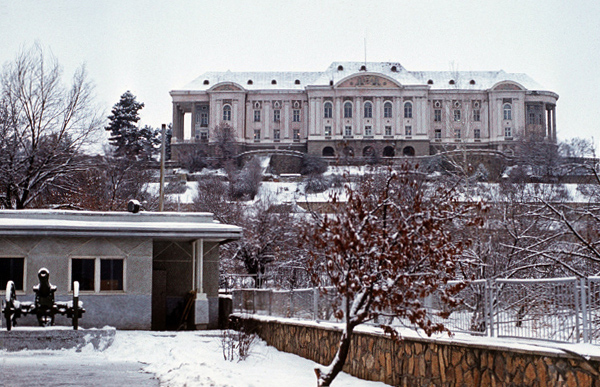
Il palazzo presidenziale di Kabul, divenuto poi sede del quartier generale della 40ª Armata sovietica in Afghanistan

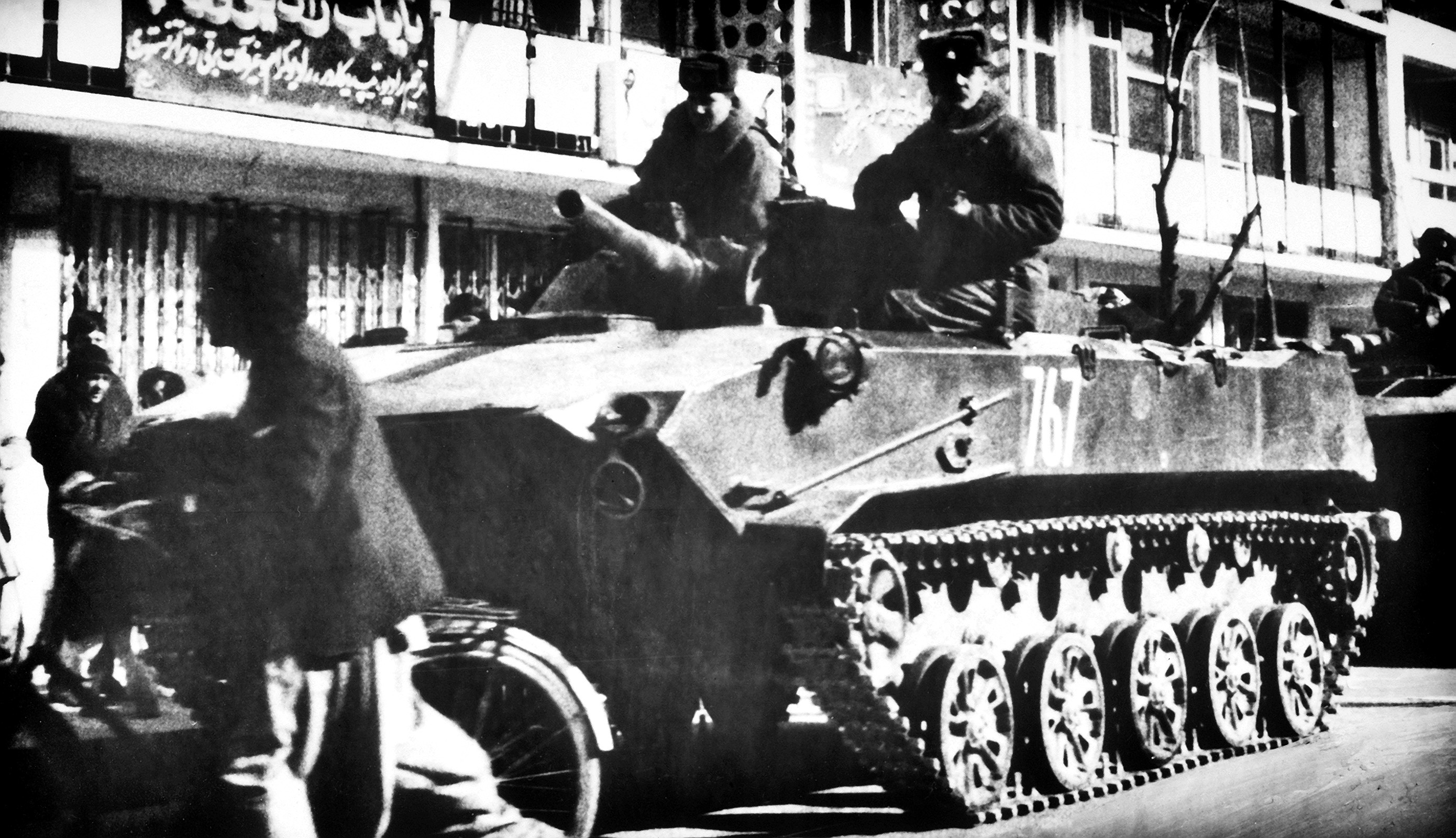
Un veicolo da combattimento della fanteria BMD-1 dei paracadutisti sovietici per le strade di Kabul

Nel corso della prima metà del dicembre del 1979 un certo numero di truppe da combattimento sovietiche iniziò ad affluire in Afghanistan, ufficialmente per accogliere le richieste d'aiuto di Kabul e nel rispetto del trattato di amicizia firmato l'anno prima: in particolare furono dislocati nell'aeroporto di Bagram, a pochi chilometri dalla capitale, un battaglione della 103ª Divisione aviotrasportata della Guardia (tra il 7 e il 9 dicembre) e uno della 104ª (tra il 21 e il 22 dicembre), con la scusa di garantire meglio la protezione dello scalo. Contemporaneamente i consiglieri sovietici iniziarono la loro opera di "neutralizzazione" delle forze afghane, facendo ritirare i mezzi blindati nelle rimesse per "riparazioni" e "svernamento", e organizzando "inventari" delle scorte di armi e munizioni presenti nei depositi; gli stessi consiglieri convinsero Amin ad abbandonare la residenza presidenziale nel centro di Kabul per trasferirsi nel più isolato palazzo Tajbeg, separandolo così da gran parte delle truppe a lui fedeli presenti nella capitale.
La sera del 24 dicembre le forze sovietiche diedero il via all'invasione (operazione Štorm 333): mentre i primi reparti della 40ª Armata attraversarono il confine lungo il fiume Amu Darya, i paracadutisti sovietici della 103ª Divisione aviotrasportata della Guardia già stanziati a Bagram si impossessarono della base quasi senza combattere; seguì un lungo ponte aereo per portare a Bagram dalla loro base a Fergana gli elementi principali della 105ª Divisione aviotrasportata, a cui furono aggregati per l'occasione specialisti del KGB e un contingente di truppe scelte del Gruppo Alpha. Attraversato per primi l'Amu Darya la sera del 24 dicembre, i reparti della 108ª Divisione motorizzata occuparono Baghlan, Konduz e Pol-e Khomri nel nord-est entro il pomeriggio del 27, facendo ingresso a Kabul alle 17:00 del giorno dopo per supportare le aviotruppe che erano sbarcate nell'aeroporto e i soldati che già la mattina del 27 dicembre si erano mossi da Bagram per impadronirsi della capitale afghana: mentre reparti di spetsnaz, spesso vestiti con uniformi afghane, si impossessavano delle strutture chiave come le sedi dei ministeri, i comandi militari e i centri di comunicazione, una colonna meccanizzata di paracadutisti e agenti Alpha diresse verso il palazzo Tajbeg. Il lasso di tempo tra lo sbarco dei paracadutisti a Bagram e la mossa verso il palazzo aveva consentito ad Amin di radunare qualche reparto a lui fedele, ma entro la notte la superiorità numerica e il miglior addestramento dei sovietici ebbero presto ragione delle guardie presidenziali afghane: gli agenti Alpha espugnarono il palazzo e Amin, i suoi più stretti collaboratori e diversi membri della sua famiglia furono giustiziati dagli ufficiali del KGB aggregati al contingente.
Contemporaneamente alla presa di Kabul e del nord-est dell'Afghanistan la 40ª Armata si assicurò il resto del paese: muovendo dalla Repubblica Turkmena, la 5ª Divisione motorizzata entrò nell'Afghanistan occidentale il 27 dicembre avanzando rapidamente, ed entro il giorno successivo si impossessò di Herat e Shindand, espandendo poi la sua area di controllo fino a Farah e Kandahar. Entro la metà del gennaio 1980 i centri principali dell'Afghanistan erano in mani sovietiche: l'esercito afghano oppose una resistenza debole e disorganizzata, e la 40ª Armata, cresciuta fino a 81800 unità, registrò perdite irrisorie; a Kabul il neo presidente Karmal, portato in volo nella capitale dai sovietici, proclamò la caduta del regime di Amin e la formazione di un nuovo governo.
L'invasione sovietica provocò una forte reazione internazionale: in prima fila vi furono gli Stati Uniti, dove il presidente Carter chiese al Senato di rinviare la ratifica degli accordi SALT II sottoscritti con i sovietici il 18 giugno 1979, per poi imporre anche un embargo sulla fornitura di tecnologie e sulla vendita di grano all'URSS; gli statunitensi decisero anche di boicottare per protesta i giochi della XXII Olimpiade da svolgersi a Mosca nel luglio-agosto del 1980, imitati in questo anche da altre nazioni europee, asiatiche e sudamericane e da quasi l'intero blocco dei Paesi arabi. Sempre i Paesi arabi si fecero promotori di una risoluzione di condanna dell'invasione presentata all'Assemblea generale delle Nazioni Unite il 14 gennaio 1980, risoluzione approvata con 104 voti a favore e 18 contrari; il diritto di veto di cui godeva l'URSS in seno al Consiglio di sicurezza delle Nazioni Unite bloccò comunque qualsiasi intervento dell'ONU nel conflitto. Nell'ambito del Patto di Varsavia solo la Romania condannò l'intervento sovietico, venendo appoggiata in questo da un'altra nazione comunista, la Corea del Nord; stessa cosa fece l'India nonostante i buoni rapporti che aveva con l'URSS.

## Le forze in campo

### Le forze governative afghane

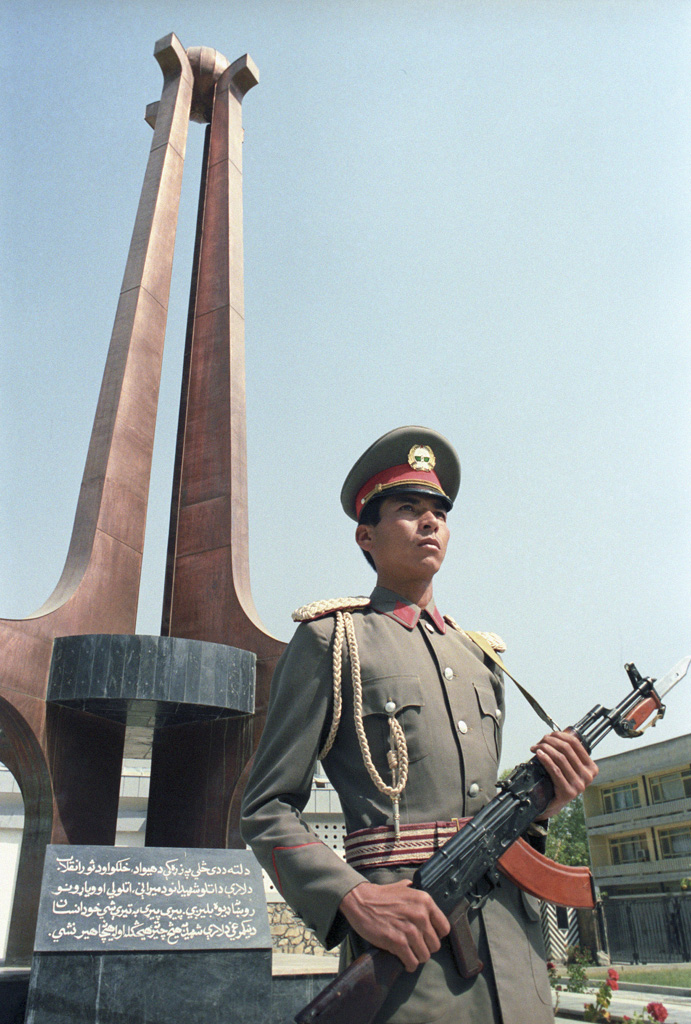
Maggio 1986: un militare afghano monta la guardia al monumento ai soldati sovietici a Kabul

Nei piani sovietici le forze armate della RDA rivestivano un ruolo centrale, in quanto a loro doveva essere assegnato il peso maggiore dei combattimenti riducendo al minimo possibile il coinvolgimento (e di conseguenza le perdite) delle truppe sovietiche; di fatto fin dall'inizio ciò si dimostrò molto difficoltoso a causa delle continue diserzioni e defezioni che affliggevano i reparti armati afghani: l'eliminazione dei fedelissimi di Amin, tra cui molti ufficiali dell'esercito, provocò un ulteriore abbassamento della disciplina e della coesione delle truppe afghane, mentre non era infrequente che reparti appartenenti a fazioni diverse si scontrassero tra di loro.
Il solo esercito afghano, che nel 1978 disponeva di una forza nominale di 110000 uomini, crollò a circa 20000 effettivi entro la fine del 1980 a causa delle diserzioni; per fermare questa emorragia si ricorse a vari espedienti, come il prolungamento della leva obbligatoria da tre a quattro anni e il reclutamento forzato (talashi) di uomini dai villaggi, ma anche in questo modo la forza media dell'esercito poté essere incrementata a soli 35000 uomini nel 1986. Le unità afghane erano di solito impiegate per la difesa statica e la scorta ai convogli, disseminate in una miriade di guarnigioni sparse per il paese, mentre quando erano coinvolte nelle grandi operazioni di rastrellamento venivano utilizzate come mera "carne da cannone" davanti ai reparti sovietici. L'esercito afghano comprendeva anche tre brigate e un numero variabile di battaglioni indipendenti di commando: formate con gli uomini migliori e politicamente più affidabili, le unità commando erano considerate come le truppe afghane più affidabili e di conseguenza impiegate quasi costantemente come forza di reazione rapida, fianco a fianco con i reparti scelti sovietici.
Vista l'inaffidabilità di gran parte dell'esercito, i sovietici promossero la costituzione di un gran numero di unità afghane armate poste sotto varie autorità diverse. Il Ministero dell'Interno afghano, controllato dall'ala Khalq del PDPA, disponeva di circa 70000 uomini ripartiti tra la polizia urbana e la gendarmeria rurale (sarnadoy), mentre il Ministero delle Tribù e delle Frontiere controllava i reparti di Guardie di Frontiera e una serie di milizie tribali, spesso composte da mujaheddin passati dalla parte comunista; fortemente controllata dal KGB sovietico, la polizia segreta della RDA (Khidamat-i Ettila'at-i Dawlati, "Servizio d'informazioni di Stato" o KHAD) era un servizio totalmente indipendente, di tendenze pro-Parcham per contrastare la polizia filo-Khalq, composto sia da agenti e informatori che da reparti paramilitari aggregati alle formazioni dell'esercito, per un totale di circa 80000 uomini. Vi erano poi formazioni più piccole, come i gruppi armati di membri del PDPA, le unità giovanili del Khalq e del Parcham e veri e propri eserciti provinciali indipendenti, come la milizia di 20000 uomini organizzata dall'ex leader sindacale Abdul Rashid Dostum nelle zone del nord abitate da uzbeki.
L'Aeronautica militare afghana disponeva di una forza considerevole, con dieci squadriglie di mezzi ad ala fissa da dieci-dodici aerei ciascuno (sette di caccia con apparecchi MiG-17 e MiG-21, tre di cacciabombardieri con Su-7 e Su-17) e sei squadroni di elicotteri da dodici-sedici apparecchi ciascuno; per paura di diserzioni, i sovietici tenevano sotto stretto controllo le unità aeree afghane: gli apparecchi comprendevano almeno un membro sovietico dell'equipaggio, e aerei sovietici accompagnavano in missione le formazioni afghane.

### L'Armata Rossa

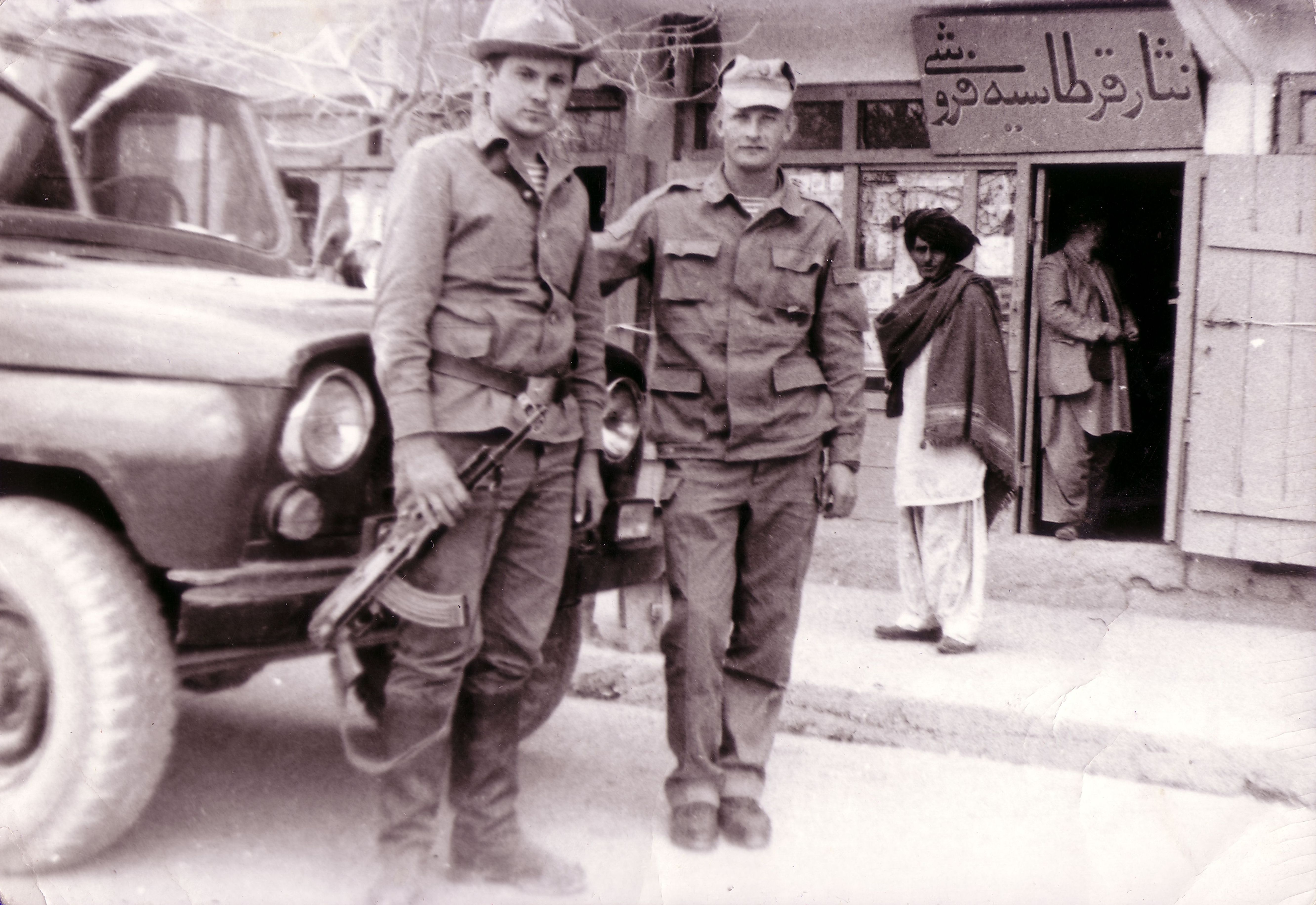
Due soldati sovietici a Gardez nel 1987

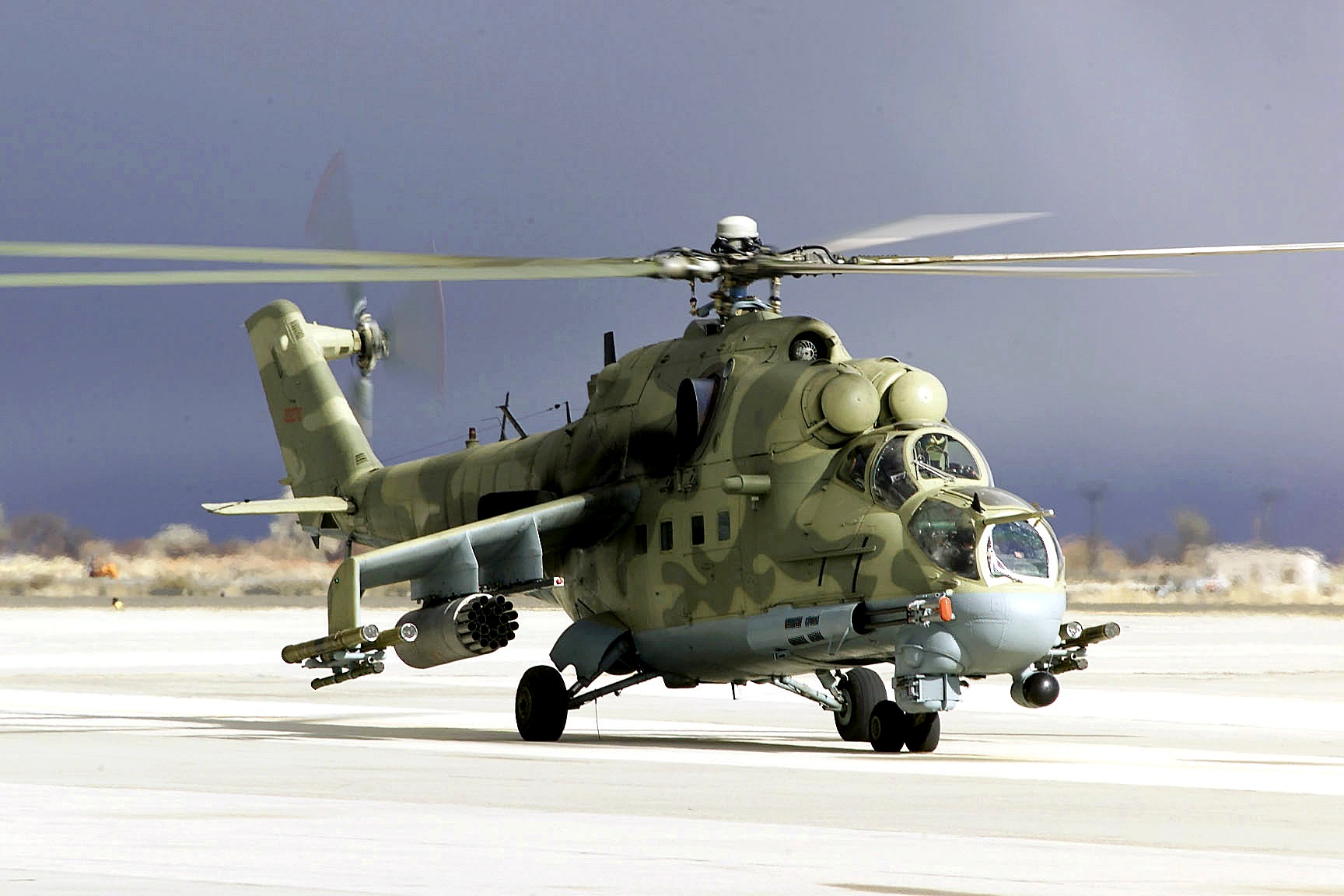
Vista frontale di un elicottero Mi-24 Hind sovietico

Visto il disfacimento a cui stavano andando incontro le forze afghane, i sovietici furono progressivamente costretti a estendere il loro coinvolgimento diretto nei combattimenti, e di conseguenza il numero dei loro effettivi: se la 40ª Armata, propagandisticamente ribattezzata "Limitato contingente in Afghanistan", iniziò il conflitto con 52000 uomini, già nel 1980 questo numero salì a 81000 con l'arrivo di una terza divisione motorizzata e altre unità minori, fino ad arrivare al suo picco nel 1985 con un totale di 115000-130000 uomini ripartiti fra tre divisioni motorizzate (la 5ª, 108ª e 201ª Divisione), una aviotrasportata (la 103ª, che sostituì la 105ª presente durante l'invasione), cinque brigate (la 66ª e la 70ª motorizzata, la 56ª aviotrasportata e la 15ª e 22ª Brigata spetsnaz) e quattro reggimenti autonomi, supportati da circa 6000 tra carri armati e veicoli blindati della fanteria. Inizialmente il grosso delle truppe (a eccezione delle unità aviotrasportate e spetsnaz, composte da militari di professione) era costituito da riservisti delle repubbliche centroasiatiche, una scelta precisa in quanto si pensava che la popolazione locale avrebbe meglio accettato la presenza di correligionari: spesso male addestrati e poco motivati, tali reparti si dimostrarono però riluttanti a combattere contro altri musulmani, ed entro la metà degli anni ottanta furono in gran parte rimpiazzati con coscritti di leva provenienti da tutta l'URSS; a causa della rapida impopolarità della guerra i coscritti venivano fatti ruotare velocemente nel paese, in media un anno di servizio per i soldati e due per ufficiali e sottufficiali, troppo poco per fornire un adeguato addestramento atto a fronteggiare la nuova realtà di combattimento afghana.
Dei 620000 militari sovietici che si alternarono in Afghanistan durante tutto il conflitto il grosso (525000 uomini) proveniva dalle file dell'esercito, ma anche altri servizi armati dell'URSS fornirono il loro contributo: le guardie di frontiera sovietiche, poste sotto il diretto controllo del KGB, fornirono contingenti per la repressione dei gruppi mujaheddin stanziati lungo il confine comune tra i due paesi, oltre che per contrastare occasionali incursioni transfrontaliere nei territori della stessa URSS; con le altre unità del KGB, le guardie di frontiera contribuirono al conflitto con un totale di 90000 uomini. Il Ministero degli Interni sovietico dispiegò in Afghanistan 5000 dei propri uomini, sia funzionari di polizia che truppe del Vnutrenniye voiska ("Esercito dell'interno", forza militarizzata controllata dal ministero stesso); in aggiunta, altri 21000 civili sovietici prestarono servizio nel paese alle dipendenze di vari ministeri o dipartimenti. Nelle prime fasi del conflitto in Afghanistan erano presenti anche consiglieri provenienti da altri paesi del blocco comunista: un centinaio di cubani, sia militari che civili, prestarono servizio nel paese fino al loro ritiro nel 1984-85, insieme a un centinaio di funzionari delle forze di polizia della Germania est; rapporti non confermati indicano anche la presenza di piccoli contingenti di truppe da combattimento provenienti da Siria, Vietnam ed Etiopia, inseriti all'interno di unità sovietiche.
L'aviazione sovietica fornì un massiccio supporto alla 40ª Armata: nel 1985 c'erano dieci squadroni di caccia e cacciabombardieri da dodici-quindici mezzi ciascuno dispiegati nelle basi afghane, con un numero uguale operativo dal territorio sovietico. L'aereo più diffuso era inizialmente il MiG-21, ma in seguito fu rimpiazzato dai caccia MiG-23 e MiG-27 e dai cacciabombardieri Su-17 e Su-25; decollando da basi sovietiche, operarono in Afghanistan anche i bombardieri tattici Su-24 e Tu-16. Con il prosieguo del conflitto divenne sempre più importante il ruolo degli elicotteri: sette reggimenti da 30-50 apparecchi ciascuno furono dispiegati in Afghanistan, con altri mezzi operativi da basi in URSS; i velivoli da trasporto truppe erano in maggioranza appartenenti alla serie Mi-8/Mi-17, con i grossi Mi-6 e Mi-26 per il trasporto pesante, mentre nel ruolo d'attacco operò principalmente il Mi-24, molto temuto dai guerriglieri afghani.

### I mujaheddin

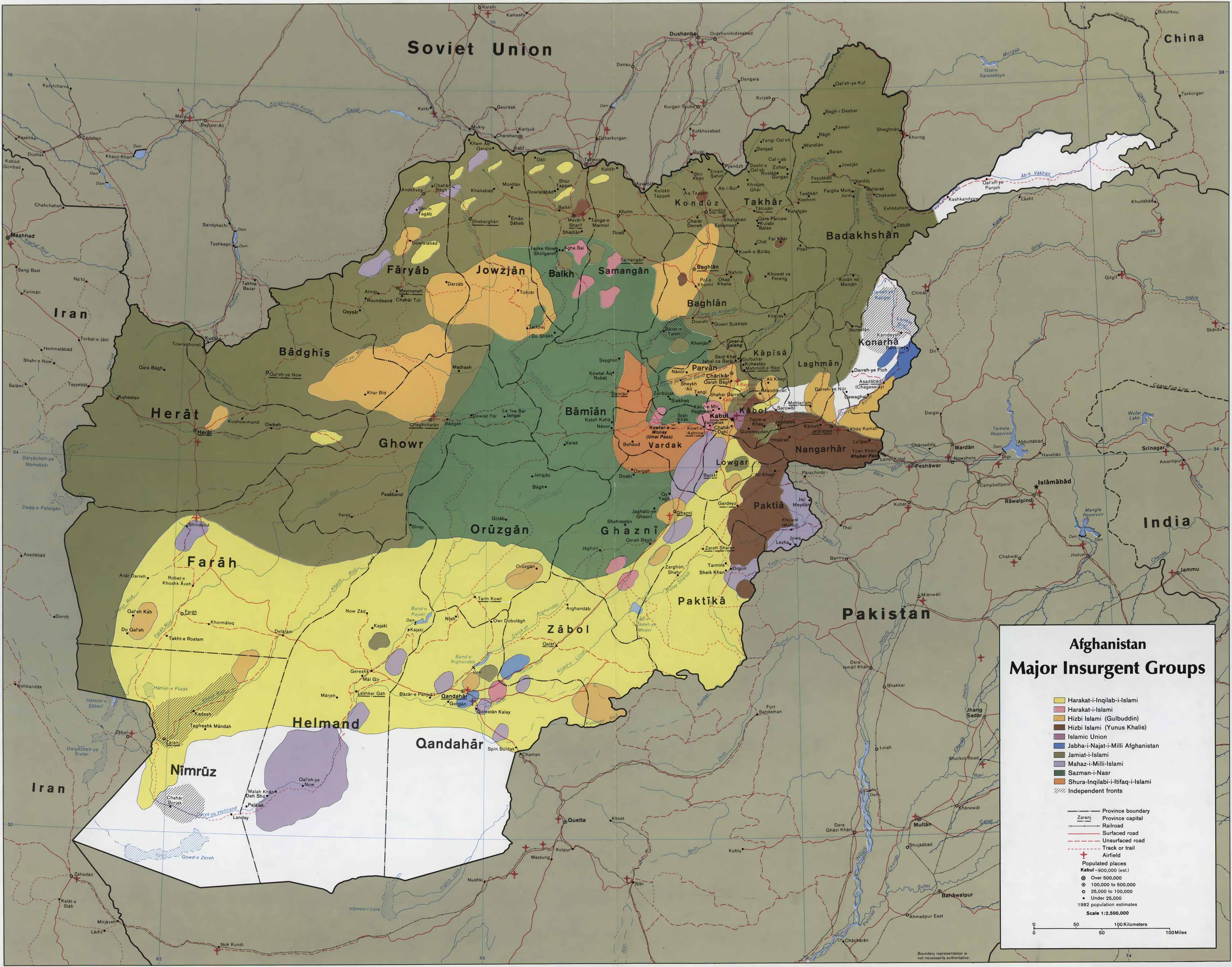
Mappa con le aree di operazione dei principali gruppi di mujaheddin

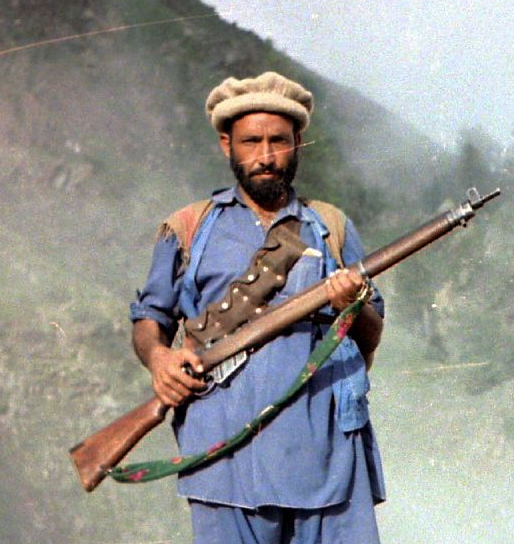
Un combattente mujaheddin armato con un vecchio fucile d'ordinanza Lee-Enfield britannico

L'invasione fece da catalizzatore per i movimenti di opposizione al governo di Kabul: se fino ad allora il conflitto era stato una questione interna al popolo afghano, la presenza dei soldati sovietici lo trasformò in una guerra di liberazione dall'occupante straniero, portando molti nazionalisti moderati dalla parte dei mujaheddin. Anche in questo modo, tuttavia, la guerriglia non trovò mai una dimensione unitaria, una comune guida politica o militare: se tutti concordavano in linea di massima sull'obiettivo finale di cacciare i sovietici e abbattere il regime fantoccio di Karmal, i vari gruppi di mujaheddin rimasero divisi per tutta la durata del conflitto in base alle regioni di provenienza, ai clan di appartenenza e alle varie ideologie politiche e religiose seguite; sebbene si verificassero scontri tra gruppi ideologicamente diversi e agenti infiltrati del KGB o del KHAD tentassero di mettere le bande di guerriglieri le une contro le altre, combattimenti su ampia scala tra gruppi di mujaheddin furono comunque un evento raro.
Dopo la rivoluzione di Saur gli elementi principali dell'opposizione al governo comunista di Kabul erano riparati in Pakistan, stabilendo il loro quartier generale a Peshawar; nel 1981 si tentò di dare vita a un'organizzazione unitaria, la Ettehad-i Islami Mujahidden-i Afghanistan ("Unità islamica dei Mujaheddin Afghani" o IUAM), ma appena un anno dopo questa si frantumò in due gruppi principali (a loro volta suddivisi in più fazioni), rispondenti grossomodo uno alle idee fondamentaliste e uno a quelle moderate. Nel 1985 i due gruppi andarono incontro a un nuovo processo disgregativo dal quale emersero sette formazioni politiche principali, associate almeno formalmente in un comitato detto "Peshawar 7":
- Hezb-i Islami Gulbuddin ("Partito islamico di Gulbuddin" o HIG): guidato da Gulbuddin Hekmatyar, era stato uno dei primi partiti ad aprire le ostilità contro il governo e godeva quindi di numerosi sostenitori, in maggioranza provenienti dalle aree pashtun e tagike; diffuso in quasi tutto il paese e di idee fortemente fondamentaliste, puntava come scopo finale a instaurare uno Stato islamico in Afghanistan. Godeva di un forte appoggio da parte del Pakistan e del mondo arabo.
- Jamiat-i Islami ("Società islamica" o JIA): guidato da Burhanuddin Rabbani, era stato uno dei primi partiti islamici dell'Afghanistan ed era da tempo in prima fila nell'opposizione al governo; minoritario tra le genti pashtun raccoglieva però moltissimi seguaci tra i tagiki, gli uzbeki e i turkmeni, risultando così più forte nelle zone settentrionali e occidentali del paese, annoverando tra le sue file anche il famoso comandante Aḥmad Shāh Masʿūd. Ideologicamente era orientato su posizioni fondamentaliste moderate, antimonarchiche ma non antioccidentali, intrattenendo così buoni rapporti con gli americani.
- Hezb-i Islami Khalis ("Partito islamico di Khalis" o HIK): ala scissionista del HIH, era guidato da un gruppo di mullah e ʿulamāʾ tra cui spiccava Mohammad Yunus Khalis, capo formale del movimento; forte tra i pashtun, era di idee fondamentaliste e puntava a instaurare un regime teocratico nel paese.
- Ettehad-i Islami ("Unione islamica" o IUA): guidato da Abd al-Rasul Sayyaf, era di stampo fondamentalista e intratteneva rapporti con i gruppi wahhabiti della Fratellanza Musulmana; attirò diversi seguaci tra i pasthun ma la sua leadership non fu mai particolarmente forte, rimanendo un movimento minoritario.
- Jehb-i Nejad-i Melli Afghanistan ("Fronte di Liberazione Nazionale dell'Afghanistan" o ANLF): guidato da Sibghatullah Mojaddedi, era un movimento di piccole dimensioni che tuttavia annoverava intellettuali, uomini di stato e ufficiali del precedente regime, risultando così molto influente; benché predicasse il rispetto della shari'a, era orientato su posizioni tradizionaliste più che fondamentaliste, e ai suoi livelli più bassi vi erano anche diversi sostenitori del re Zahir. Era attivo soprattutto nelle zone di confine orientali a prevalenza pashtun.
- Mahaz-i Melli Islami ("Fronte Islamico Nazionale per l'Afghanistan" o NIFA): guidato dal leader religioso Ahmed Gailani, era strutturato più come una specie di setta che come un tradizionale partito politico, raccogliendo molti sostenitori tra i pashtun della zona di Kandahar e delle aree di confine orientali; contrario sia al comunismo che all'islamismo, era monarchico, nazionalista e di propensioni filo-occidentali.
- Harakat-i Inqilab-i Islami ("Movimento Islamico Rivoluzionario" o IRMA): fondato da Mohammed Nabi Mohammedi, annoverava tra i suoi ranghi molti mullah locali che gli garantivano così un largo seguito popolare e una forte presenza sul territorio, soprattutto nelle zone pashtun del sud e dell'est e tra gli uzbeki del nord; l'orientamento mischiava tradizionalismo e fondamentalismo.

Gli sciiti hazara delle regioni centrali erano esclusi dai partiti del Peshawar 7, tutti di matrice sunnita, e formarono quindi due gruppi propri: lo Shura-i Inqilabi ("Consiglio rivoluzionario"), che sotto la guida di Sayid Ahmed Beheshti riuscì a imporre un governo-ombra sulla regione, e la sua opposizione rivoluzionaria della Sazmar-i Nasr ("Organizzazione per la vittoria"), finanziata dall'Iran.
I vari gruppi mujaheddin operanti sul terreno erano affiliati a uno dei partiti maggiori, per tramite dei "Comitati islamici" dislocati nei villaggi e incaricati di mantenere i rapporti con le organizzazioni oltre frontiera, ma spesso ciò rappresentava solo un modo per ottenere più facilmente armi e fondi con cui alimentare la propria personale guerra contro i sovietici: i guerriglieri erano in genere agricoltori o artigiani, radicati alla loro terra natia e disposti a battersi unicamente per gli interessi del proprio gruppo familiare o tribale, mentre i comandanti erano scelti in base alla loro estrazione sociale o alla posizione ricoperta nel clan, e si guadagnavano l'obbedienza dei propri uomini unicamente con il loro carisma e la loro forza di persuasione. Solo nella seconda metà del 1984 vennero formate delle unità più organizzate, i "Reggimenti islamici": composti dagli elementi più giovani e dotati di un certo addestramento militare fornito loro nei campi pakistani e iraniani nonché di armi più efficaci come missili terra-terra, operavano nelle zone di confine entrando in territorio afghano per poi ritirarsi oltre frontiera terminata la missione; altri gruppi più piccoli erano organizzati per operare nelle zone urbane, sia per attività di ricognizione che per compiere attentati contro le strutture governative.

### L'appoggio internazionale alla guerriglia

#### Stati Uniti

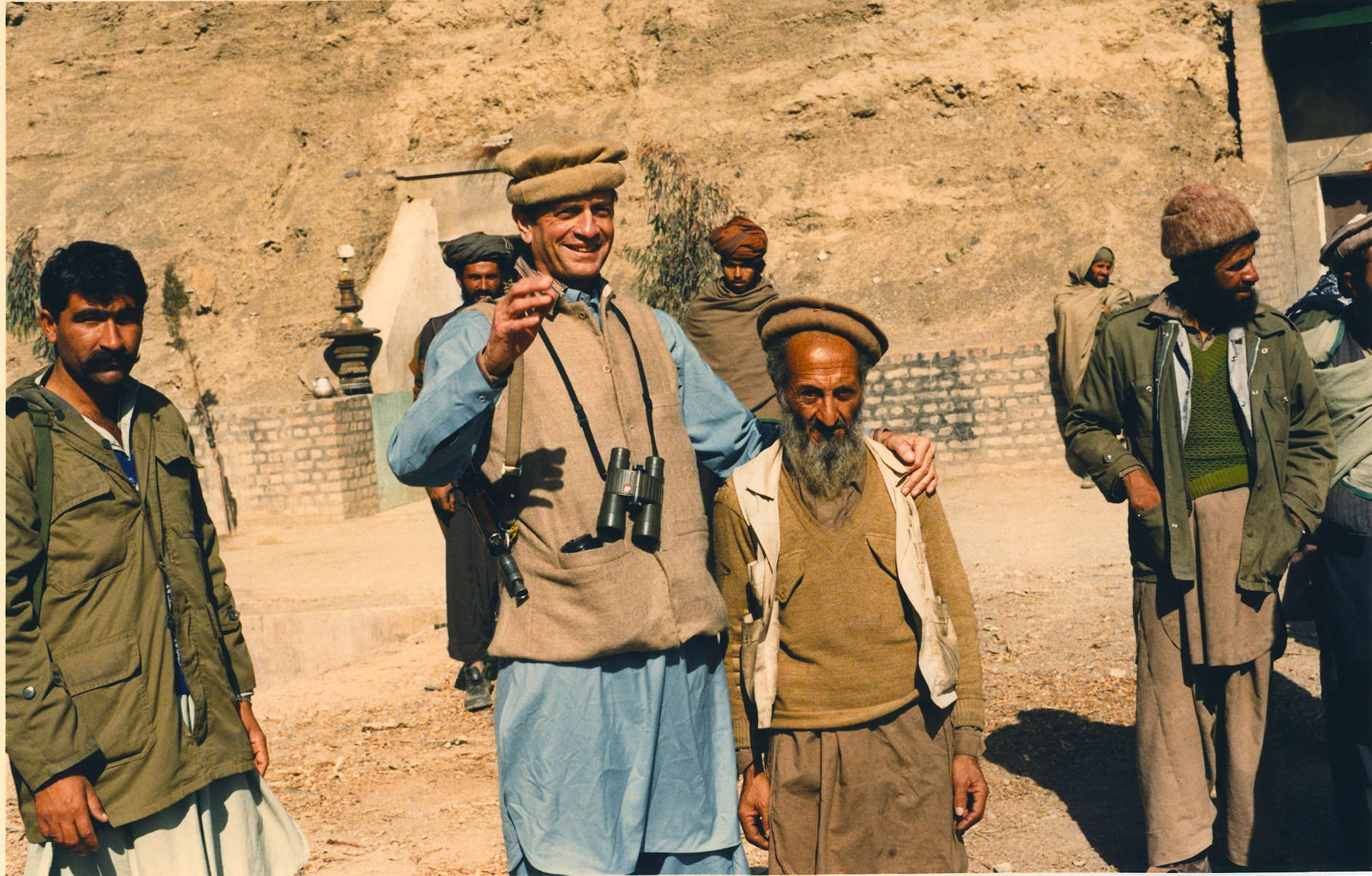
Il deputato Charlie Wilson (al centro) in compagnia di alcuni combattenti afghani

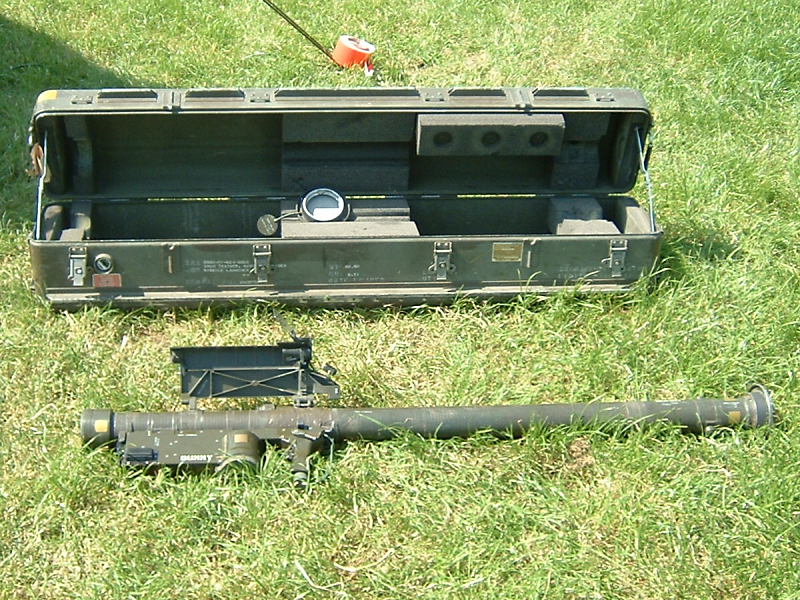
Un lanciatore per missili FIM-92 Stinger con la sua custodia

L'ascesa di Ronald Reagan alla presidenza degli Stati Uniti all'inizio del 1981 provocò un incremento dell'aiuto statunitense alla guerriglia, già avviato da Carter: la presenza della 40ª Armata in Afghanistan poneva i sovietici a solo poche centinaia di miglia di distanza in linea d'aria dall'Oceano Indiano e dallo Stretto di Hormuz, vitale punto di passaggio del petrolio proveniente dalla zona del Golfo Persico, rappresentando una minaccia potenziale per gli interessi statunitensi nella regione. Dietro ordine del nuovo presidente, la CIA incrementò quindi il suo programma di aiuti ai mujaheddin, ribattezzato operazione Cyclone, fino a farne la più lunga e costosa operazione mai intrapresa dal servizio segreto statunitense. Tra le personalità legate all'operazione, importante fu la figura del deputato Charlie Wilson: come influente membro della sottocommissione per gli stanziamenti della Difesa (responsabile del finanziamento delle missioni CIA), Wilson si dimostrò determinante per la raccolta di fondi destinati alla guerriglia, passando dai 20-30 milioni di dollari del 1980 ai 630 milioni del 1987.
Seguendo l'originaria impostazione dettata da Carter, inizialmente il programma di aiuti statunitense si prefiggeva solo di prolungare la durata del conflitto, in modo da "dissanguare" le forze sovietiche e danneggiare la reputazione internazionale dell'URSS, fornendo fondi e assistenza purché essi non potessero essere ricondotti agli stessi Stati Uniti; dal marzo del 1985 invece il Governo degli Stati Uniti si pose l'obiettivo di ottenere una vittoria militare dei mujaheddin e la caduta del governo comunista afghano, fornendo quindi non solo fondi ma anche istruttori delle forze speciali e della CIA per addestrare i reparti di guerriglieri e armi di fabbricazione occidentale, in particolare armamenti contraerei come le mitragliere Oerlikon e il sistema missilistico FIM-92 Stinger: quest'ultimo sistema d'arma, fornito ai mujaheddin a partire dal settembre del 1986, si dimostrò determinante per l'esito del conflitto non solo incrementando notevolmente il numero delle perdite di aeromobili, ma anche obbligando i sovietici a rivedere le loro tattiche aeree, perdendo così molto del vantaggio di cui disponevano. Il programma previde anche l'invio di fondi al Pakistan, sia sotto forma di forniture militari (come la vendita di 40 caccia F-16) sia di assistenza economica; gli agenti della CIA curarono inoltre l'addestramento dei loro omologhi pakistani dell'ISI, potenziando di molto le loro capacità di condurre operazioni segrete.

#### Pakistan
Dopo alcune iniziali indecisioni il governo militare pakistano del generale Zia decise di appoggiare la guerriglia afghana, anche per timore di una minaccia sovietica ai suoi confini; per la sua posizione geografica e per la lunga frontiera terrestre che divideva con l'Afghanistan, il Pakistan divenne rapidamente un "santuario" della guerriglia, un luogo dove radunare truppe e rifornimenti fuori dalla portata dei sovietici: delle sei principali rotte di rifornimento utilizzate per approvvigionare i mujaheddin, cinque partivano dal territorio pakistano. Il paese fornì armi e rifornimenti militari, ma il contributo principale del Pakistan al conflitto si ebbe sotto il profilo della logistica e, dal maggio 1978, dell'addestramento degli insorti: l'ISI, il servizio segreto pakistano, ricevette in pratica dalla CIA il compito di gestire materialmente l'addestramento dei guerriglieri e i rifornimenti di armi e denaro che a loro affluivano, anche per meglio mascherare il coinvolgimento americano nel conflitto. L'ISI si dimostrò molto abile: tra il 1983 e il 1992 i pakistani addestrarono e rinviarono nel loro paese natio circa 83000 afghani, in maggioranza direttamente reclutati nei campi profughi in Pakistan; il controllo materiale dei fondi e delle armi destinate alla guerriglia consentì all'ISI di favorire nei rifornimenti quei gruppi di mujaheddin più graditi al governo pakistano, come l'HIH di Hekmatyar, poco interessato alle diatribe sui confini dei due paesi, e al tempo stesso di penalizzare i movimenti ritenuti più avversi agli interessi della nazione, come la Jamiat-i Islami di Rabbani e Massoud.
Anche le forze armate pakistane furono coinvolte in un certo grado negli eventi bellici: contingenti dello Special Services Group, le forze speciali dell'esercito pakistano, furono dispiegati in Afghanistan camuffati da unità di guerriglieri locali, principalmente in funzioni di appoggio alle bande di mujaheddin ma finendo anche per scontrarsi direttamente con i sovietici; anche l'aeronautica militare pakistana fu coinvolta nelle operazioni belliche, intercettando e abbattendo i velivoli sovietici o della RDA che sconfinavano nello spazio aereo del paese.

#### Altre nazioni

Schema che illustra i passaggi del finanziamento internazionale ai mujaheddin, tratto dal libro Afghanistan - The Bear Trap: The Defeat of a Superpower dell'ex ufficiale dell'ISI Mohammad Yousaf

Il consorzio di Stati impegnati a rifornire i mujaheddin finì per comprendere nazioni molto diverse tra di loro, spesso in aperta opposizione su molte altre questioni. Nel 1982, anche grazie alla mediazione del deputato Wilson, il Mossad collaborò con la CIA perché armi di fabbricazione sovietica (quindi non riconducibili agli USA) catturate dagli israeliani durante la guerra del Libano fossero inviate in Pakistan per armare i mujaheddin; anche l'Egitto, in passato alleato dell'URSS ma tornato in buoni rapporti con Washington dopo la firma del trattato di pace israelo-egiziano del 1979, vendette alla guerriglia armi leggere sovietiche prese dai suoi arsenali.
Già alleata del Pakistan e in forte contrasto con l'URSS, la Cina fornì armi leggere, lanciarazzi e carri armati ai mujaheddin operanti nel nord-est, ricevendone in cambio la garanzia della cessazione di qualsiasi aiuto alla guerriglia islamica degli uiguri dello Xinjiang; importante fu anche il contributo dato dall'Iran: benché coinvolto in contemporanea in una lunga e logorante guerra con l'Iraq, il governo di Teheran fornì armi e rifornimenti ai gruppi di mujaheddin sciiti operanti nell'ovest e nel centro del paese, aprendo anche il suo territorio alle unità di guerriglieri in fuga dai rastrellamenti sovietici. Il Regno Unito fornì armi e finanziamenti, come pure agenti dell'MI6 e dello Special Air Service per addestrare i guerriglieri.
Insieme agli Stati Uniti, l'Arabia Saudita fu il principale finanziatore dei mujaheddin, fornendo milioni di dollari per acquistare armi e rifornimenti; il servizio segreto saudita (al-Mukhabarat al-'Amma) fu inoltre coinvolto nell'addestramento e nell'invio in Afghanistan di combattenti volontari provenienti da tutto il mondo islamico: stimati tra i 20000 e i 25000 uomini, questi giocarono un ruolo minimo nel conflitto e videro poche azioni contro i sovietici (anche per via della loro inaffidabilità), ma in seguito avrebbero acquisito un peso notevole nelle vicende interne dell'Afghanistan. Anche alcune organizzazioni private si occuparono di raccogliere fondi e addestrare volontari da inviare in Afghanistan, tra cui il Maktab al-Khidamat (MAK) fondata nel 1984 dall'attivista palestinese ʿAbd Allāh al-ʿAzzām e finanziata dal miliardario saudita Osama bin Laden: l'organizzazione istituì campi d'addestramento in territorio pakistano ed ebbe accesso ai fondi statunitensi per la guerriglia tramite l'ISI, anche se non ebbe mai contatti diretti con la CIA; la struttura di base del MAK fu poi utilizzata da bin Laden per costituire la sua organizzazione di al-Qāʿida sul finire degli anni ottanta.

## La guerra
Il conflitto sovietico-afghano può essere suddiviso in quattro fasi principali: la prima, dalla fine di dicembre 1979 alla fine di febbraio 1980, vide i sovietici consolidare le loro posizioni dopo l'invasione del 24 dicembre e affrontare i primi combattimenti contro gli oppositori afghani, scontri ancora caratterizzati da un andamento piuttosto convenzionale; la seconda fase, da marzo 1980 ad aprile 1985, fu la più acuta del conflitto e vide i sovietici tentare di sradicare la guerriglia tramite operazioni su larga scala di "ricerca e distruzione" delle bande di mujaheddin; la terza fase, da maggio 1985 a dicembre 1986, vide i sovietici tentare di trovare una strategia d'uscita dal conflitto, riducendo la portata delle loro operazioni, cercando di coinvolgere di più le truppe della RDA nei combattimenti e avviando i primi contatti diplomatici con gli oppositori; la quarta fase, dal gennaio 1987 al febbraio 1989, vide infine i sovietici organizzare il loro progressivo disimpegno da paese e la ritirata dei loro reparti militari, operazione conclusa il 15 febbraio 1989.

### Prima fase: consolidamento

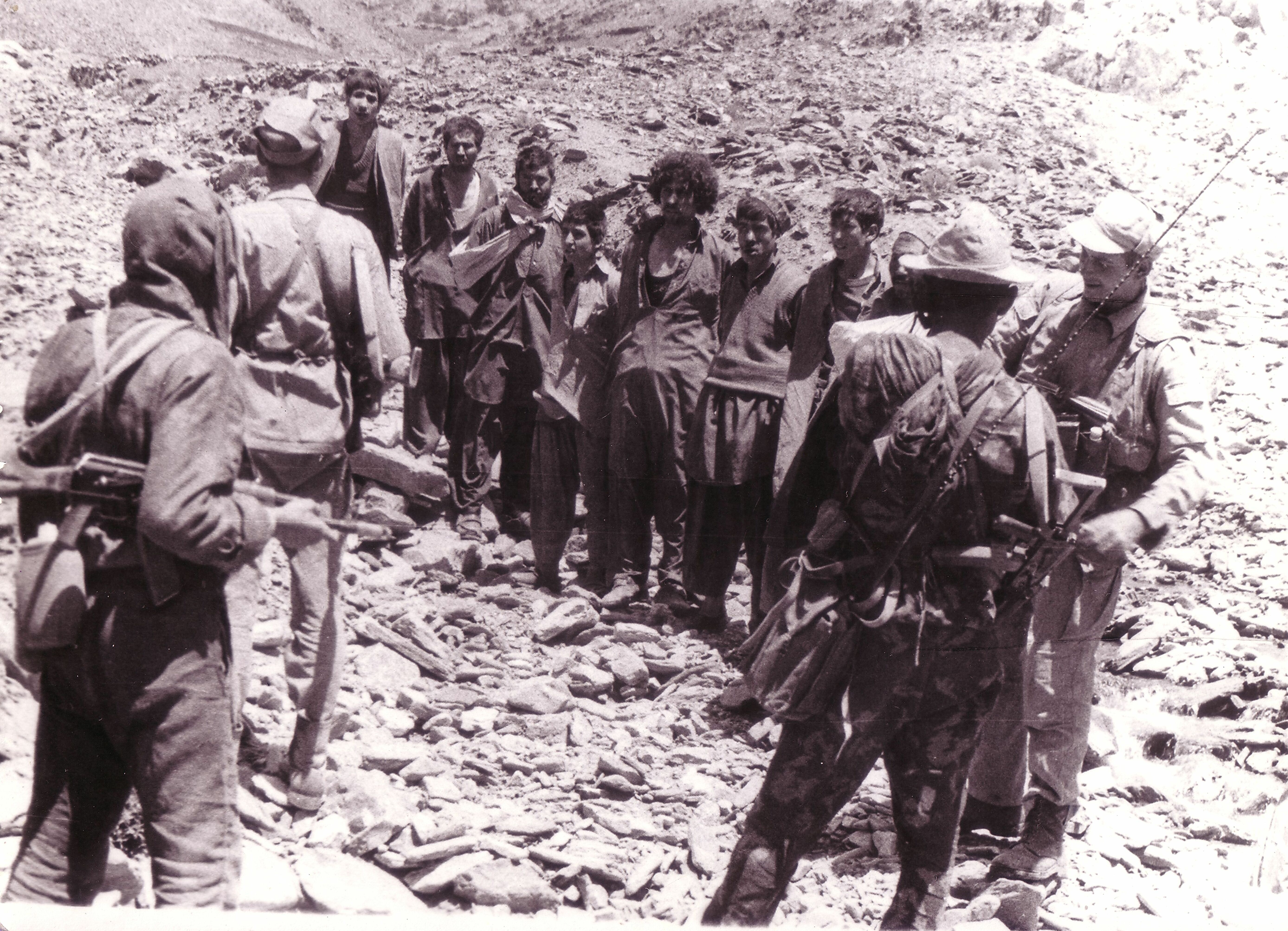
Truppe sovietiche con un gruppo di prigionieri di guerra afghani nella provincia di Vardak nel 1987

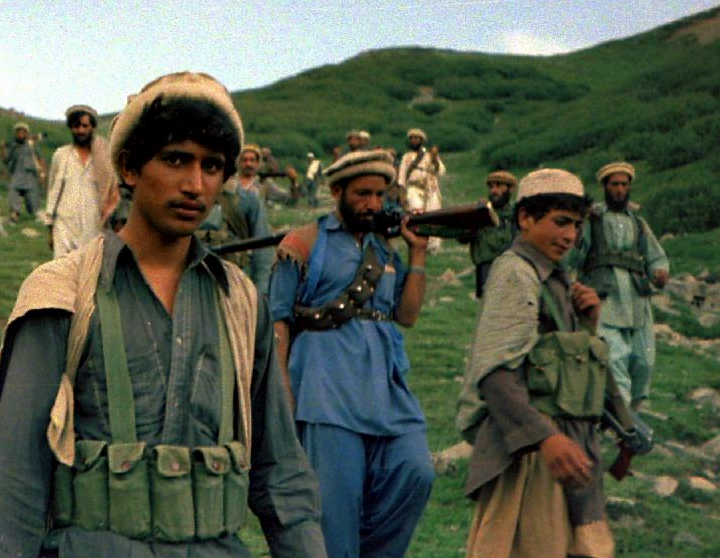
Mujaheddin si infiltrano in Afghanistan attraverso il confine pakistano

I primi due mesi del 1980 videro i sovietici intenti a espandere e consolidare le loro conquiste ottenute durante la fase dell'invasione: le truppe dell'Armata Rossa non tentarono mai di occupare l'intero territorio afghano, ma concentrarono la loro attenzione sulle aree ritenute più importanti come le maggiori zone urbane, gli aeroporti e le strade principali, tralasciando del tutto le zone rurali; almeno l'80% del territorio afghano rimase di fatto fuori dal controllo del governo di Kabul e dei suoi alleati sovietici, con alcune zone più isolate come il Nurestan a nord-est o l'Hazarajat nelle montagne centrali che vissero un periodo di quasi completa indipendenza, appena sfiorate dai combattimenti. Durante questa fase la 40ª Armata si trovò a sostenere i suoi primi scontri, non solo contro le bande di mujaheddin ma anche contro piccoli "eserciti tribali" indipendenti e unità dell'esercito afghano ammutinate; nel corso di questa fase gli oppositori dei sovietici tendevano ancora a combattere in campo aperto secondo canoni piuttosto convenzionali, finendo di conseguenza quasi sempre soverchiati dalla superiore potenza di fuoco dei reparti dell'Armata Rossa, massicciamente appoggiati dall'artiglieria e dall'aviazione.
Una larga fetta del contingente sovietico fu assorbita, durante questo periodo, da incarichi inerenti alla logistica, come la costruzione delle basi e delle installazioni militari, e nella risistemazione e messa in sicurezza della primitiva rete stradale afghana, lungo cui passava il flusso principale degli approvvigionamenti della 40ª Armata; le truppe sovietiche cercarono anche di avviare progetti di cooperazione civile-militare in ambito locale, nella speranza di ingraziarsi il sostegno delle popolazioni, ma invano: perfino nelle zone urbane, dove il PDPA raccoglieva la maggioranza dei suoi consensi, gli afghani rimasero nettamente ostili agli occupanti. La notte del 23 febbraio 1980 migliaia di abitanti di Kabul salirono sui tetti delle loro case per lanciare grida di "Allāhu Akbar" e slogan contro i sovietici, evento poi ripetuto per molte notti a seguire; il giorno dopo fu organizzato uno sciopero nella zona del bazar e anche un tentativo di manifestazione in strada, subito represso dalla reazione delle forze di sicurezza afghane che lasciarono sul terreno circa 300 morti.

### Seconda fase: ricerca e distruzione

#### Rastrellamenti, imboscate e sabotaggi

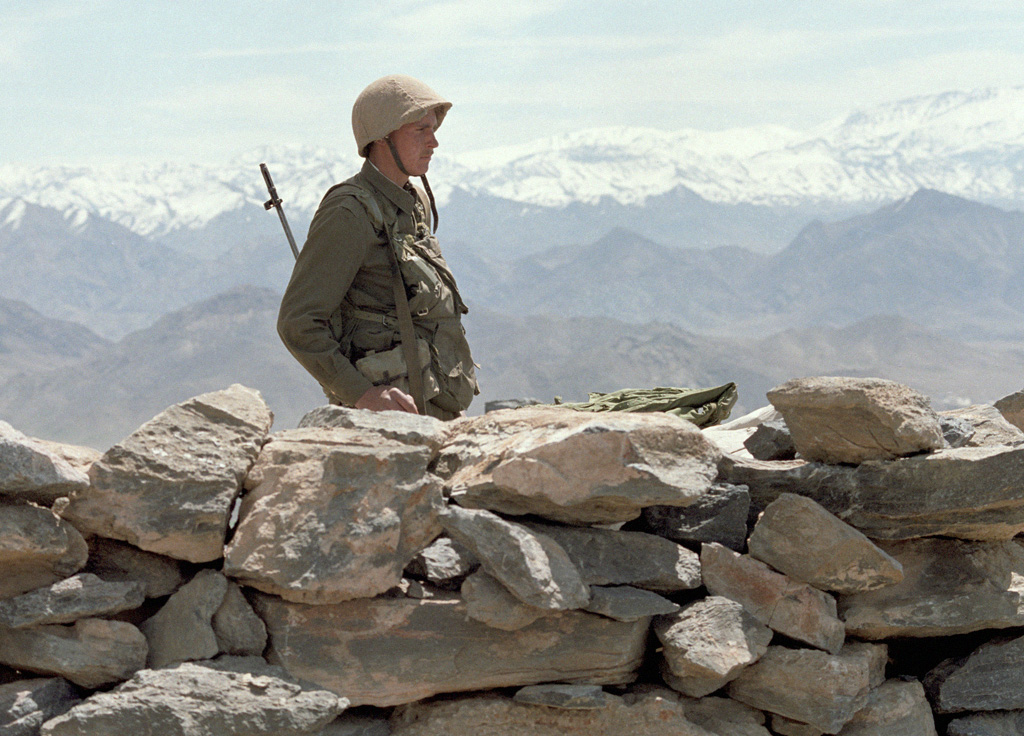
Un tiratore scelto sovietico di guardia in un avamposto da combattimento nel 1988

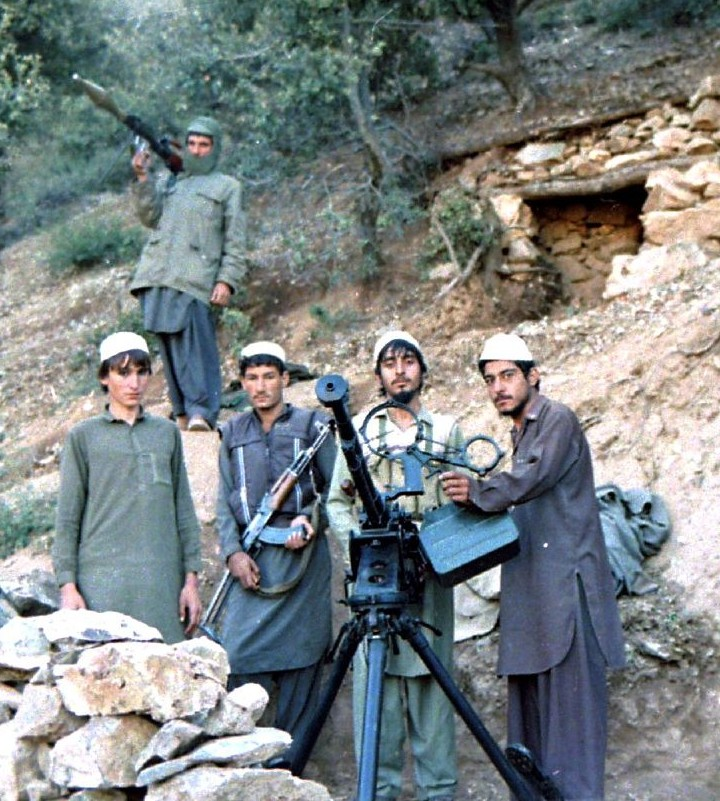
Mujaheddin della Jamiat-i Islami in una postazione fortificata nella valle di Shultan

Le pesanti perdite subite negli scontri in campo aperto dell'inverno precedente convinsero i mujaheddin a passare a tattiche di guerriglia e a spostare la guerra su un terreno a loro più congeniale, le montagne afghane; di conseguenza i sovietici furono costretti a lasciare le loro basi fortificate per dare la caccia alle elusive bande di ribelli afghani. Nel marzo del 1980 la provincia di Konar e quella di Paktia subirono un grande rastrellamento sovietico, seguite da quella di Ghazni tra maggio e giugno e quelle di Vardak e Nangarhar in novembre; la valle del Panjshir fu attaccata dai sovietici per la prima volta in settembre, dopo che un'offensiva delle forze afghane in aprile non era approdata a niente contro le bande di mujaheddin guidate dal comandante Massoud. La necessità di combattere una guerriglia in montagna obbligò i sovietici a rivedere le loro tattiche: l'Armata Rossa era una forza convenzionale, addestrata per una guerra su vasta scala con ampio impiego di carri armati e forze meccanizzate, e le sue unità erano così troppo impacciate per muoversi con agilità su un terreno impervio come quello delle montagne afghane; l'inaffidabilità dimostrata da gran parte delle forze della RDA spinse ben presto i sovietici a relegarle in compiti secondari e a escluderle dalle grandi operazioni di rastrellamento.
Nel 1981 i sovietici abbandonarono i grandi rastrellamenti per intraprendere operazioni su scala più piccola tramite reparti aerotrasportati: tra le operazioni più importanti, la valle del Panjshir fu attaccata due volte in marzo e in settembre, la provincia di Nangarhar in giugno e il distretto di Paghman a ovest di Kabul in luglio, ma tutte queste azioni si conclusero con insuccessi sovietici, tanto che il vice ministro della difesa Sergej Leonidovič Sokolov si recò personalmente in visita in Afghanistan per valutare la situazione. All'inizio del 1982, dopo l'arrivo di ulteriori rinforzi, la 40ª Armata tornò alla tattica dei rastrellamenti su vasta scala: si iniziò a gennaio nelle provincie di Vardak e Parvan per proseguire in quella di Farah e nell'area di Mazar-i Sharif in aprile e nelle provincie di Lowgar e Ghazni in maggio; il distretto di Paghman fu colpito due volte in giugno e in ottobre, mentre la valle del Panjshir fu teatro di una quinta (maggio) e sesta (settembre) offensiva sovietica. Tutte queste azioni si dimostrarono sostanzialmente inutili: se i rastrellamenti potevano avere successo nell'infliggere alte perdite ai mujaheddin, le truppe sovietiche si ritiravano nei loro acquartieramenti una volta che esse erano concluse, consentendo ai guerriglieri di rioccupare la zona di operazioni entro poco tempo.
In questo periodo la guerriglia concentrò la sua azione da un lato nell'ostacolare le linee di comunicazione dei sovietici e dall'altro nel minare l'autorità del governo di Kabul sul paese. Il primo obiettivo venne perseguito tramite un sistematico ricorso alle imboscate contro i convogli di rifornimento, obbligati a percorrere le poche strade disponibili: queste azioni puntavano inoltre a procurarsi armi e munizioni, obiettivo che veniva perseguito anche attaccando gli avamposti e le basi isolate dei reparti dell'esercito afghano; bersagli ambiti erano anche le basi sovietiche, ma esse risultarono troppo ben difese e nonostante molti assalti e veri e propri assedi nessuna fu mai espugnata durante il conflitto. Il secondo obiettivo venne perseguito tramite una vasta campagna di attacchi e sabotaggi contro strutture di pubblica utilità quali centrali elettriche e idroelettriche, dighe e linee di telecomunicazione, mentre aeroporti, depositi e basi militari furono frequentemente oggetto di attacchi a distanza tramite colpi di mortaio e razzi d'artiglieria. La capitale Kabul (e i maggiori centri abitati) fu oggetto di una lunga campagna di attentati da parte di piccole cellule di mujaheddin: le azioni andavano da assassini di singoli personaggi importanti ad attacchi dinamitardi e tramite autobomba contro uffici e palazzi governativi; a differenza di quanto sarebbe accaduto in seguito, il ricorso ad attacchi suicidi fu un evento più unico che raro.
Oltre che a provocare danni materiali, le azioni dei mujaheddin puntavano a creare un clima di insicurezza nelle truppe sovietiche e governative, minandone il morale e lo spirito combattivo; la frammentarietà e le divisioni delle varie bande impediva ai mujaheddin di coordinare azioni organiche e su vasta scala, ma ciò finì per costituire un vantaggio: i sovietici si trovarono ad affrontare non un unico avversario ma una miriade di piccoli conflitti locali dalle più diverse caratteristiche.

#### Cambi di tattica

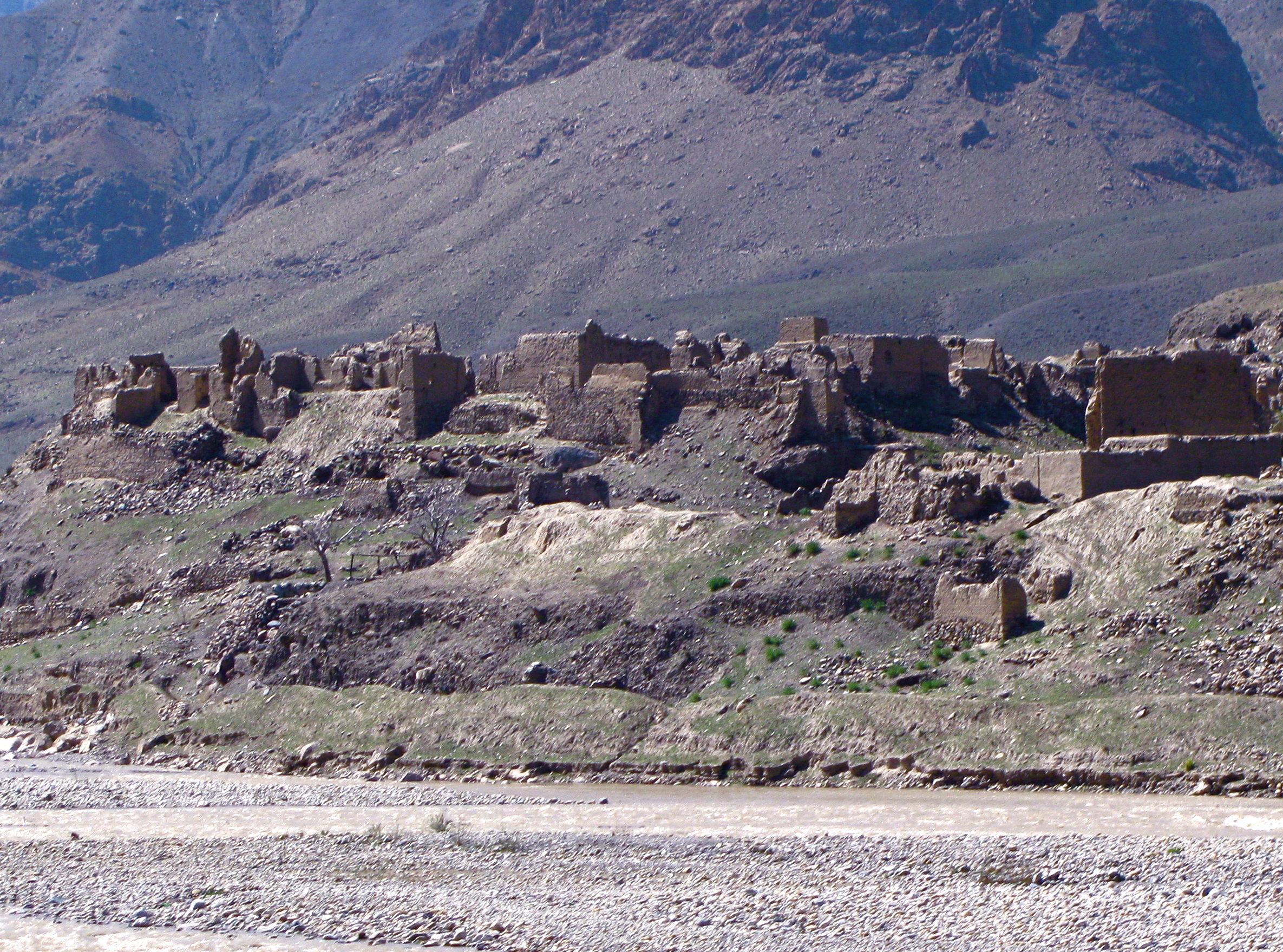
Un villaggio afghano distrutto dai sovietici

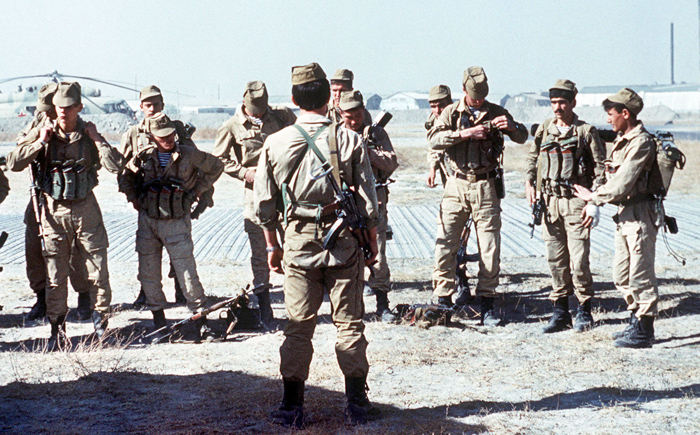
Spetsnaz sovietici si preparano per una missione

All'inizio del 1983 i sovietici cambiarono ancora una volta la loro tattica: constatato che i mujaheddin vivevano in sostanza delle risorse del territorio, i sovietici puntarono letteralmente a spopolare vaste zone del paese, onde negare ai guerriglieri il supporto della popolazione locale nonché il loro principale bacino di reclutamento; facendo largo impiego di cacciabombardieri ed elicotteri d'attacco, le truppe sovietiche iniziarono a bombardare villaggi, a distruggere granai, raccolti e canali d'irrigazione, a mitragliare il bestiame e a minare i campi coltivati e i pascoli, puntando a obbligare le popolazioni rurali ad abbandonare le loro case; nei loro attacchi i velivoli sovietici fecero inoltre ricorso ad armi chimiche sia non letali come i gas lacrimogeni CS e CN sia mortali come il fosgene e vari tipi di gas nervini, oltre che impiegare bombe caricate con napalm. Queste azioni ebbero effetti devastanti sulla già precaria economia afghana, prevalentemente agricola e pastorizia, oltre a obbligare più di un terzo della popolazione prebellica a rifugiarsi nei campi profughi allestiti oltre le frontiere con Pakistan e Iran; il conflitto assunse ben presto un alto grado di brutalità: se le truppe sovietiche intrapresero campagne di terrore contro i villaggi anche solo sospettati di appoggiare la guerriglia, con esecuzioni sommarie, saccheggi e rappresaglie sulle popolazioni civili, di per contro i mujaheddin si macchiarono di crimini contro i prigionieri di guerra, sovente giustiziati dopo la cattura o mutilati e abbandonati ai bordi delle strade come "monito" per i loro commilitoni.
La "guerra aerea" sovietica costrinse i mujaheddin a rivedere il loro sistema logistico, spostando la loro zona d'operazioni principale nelle montagne al confine con il Pakistan da cui venivano fatti affluire rifornimenti, armi e vettovaglie poi stoccate in basi ben difese nascoste in luoghi difficilmente accessibili ai sovietici. I continui raid sovietici non impedirono ai guerriglieri di lanciare attacchi su scala più ampia: tra marzo e aprile una serie di vittoriosi assalti consentì ai mujaheddin di impossessarsi di parte delle città di Herat e Kandahar obbligando i sovietici a ricorrere ai bombardieri per fermarli, con effetti devastanti per i due centri abitati; un'offensiva mujaheddin nelle provincie di Paktia e Paktika tra l'estate e l'autunno del 1983 portò a vittorie sulle truppe della RDA a Jadji e Khost, mentre il forte di Urgun fu isolato e posto sotto assedio in dicembre prima di essere liberato da una colonna corazzata sovietico/afghana il 16 gennaio 1984. Dopo una vittoriosa imboscata mujaheddin contro la strada del Passo del Salang all'inizio del 1984, i sovietici lanciarono una settima offensiva nella valle del Panjshir nell'aprile seguente, mentre in giugno pesanti offensive colpirono i guerriglieri che tenevano ancora parti di Herat e Kandahar; in luglio e agosto rastrellamenti ebbero luogo nelle provincie di Logar e nella valle di Shomali seguite da un'ottava offensiva nel Panjshir in settembre, mentre in ottobre i sovietici liberarono dall'assedio il forte di Ali Khel a Paktia.
All'inizio del 1985 i sovietici abbandonarono la tattica dei rastrellamenti su vasta scala per concentrarsi invece su operazioni di portata più ridotta ma più frequenti, volte a cercare di soffocare le vie di approvvigionamento della guerriglia, di sigillare il confine pakistano e di distruggere le basi logistiche dei mujaheddin approntate sulle montagne: le colonne meccanizzate furono rimpiazzate da unità elitrasportate di spetsnaz sovietici e commando afghani, inviati a occupare i picchi montuosi per isolare le bande di guerriglieri e aprire la strada alle truppe terrestri; questa nuova tattica consentì alle forze comuniste di ottenere qualche successo sul campo, anche se non ebbe gli effetti sperati sull'andamento generale del conflitto.

### Terza fase: strategie d'uscita

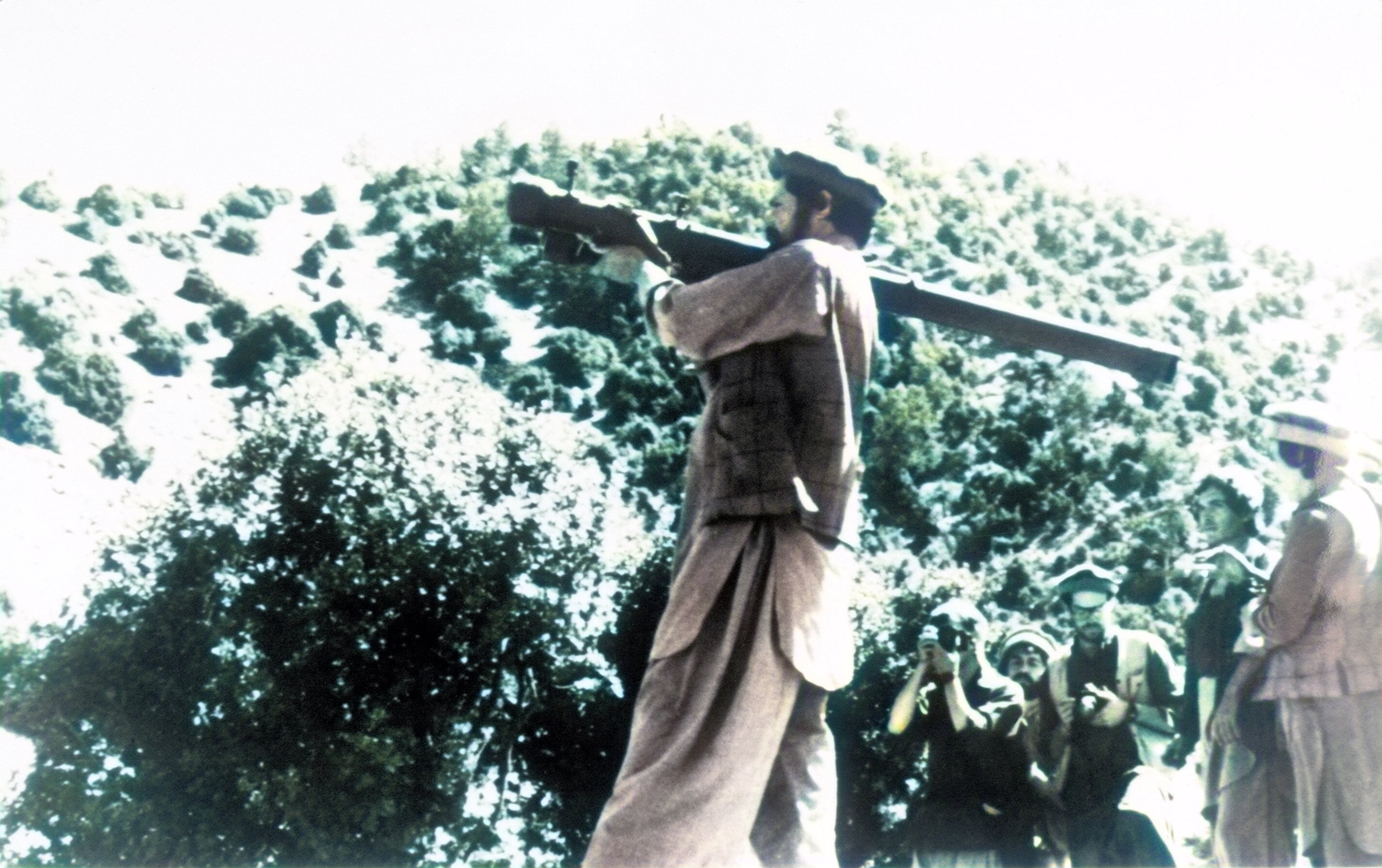
Un mujaheddin testa un missile antiaereo spalleggiabile Strela-2 catturato ai sovietici

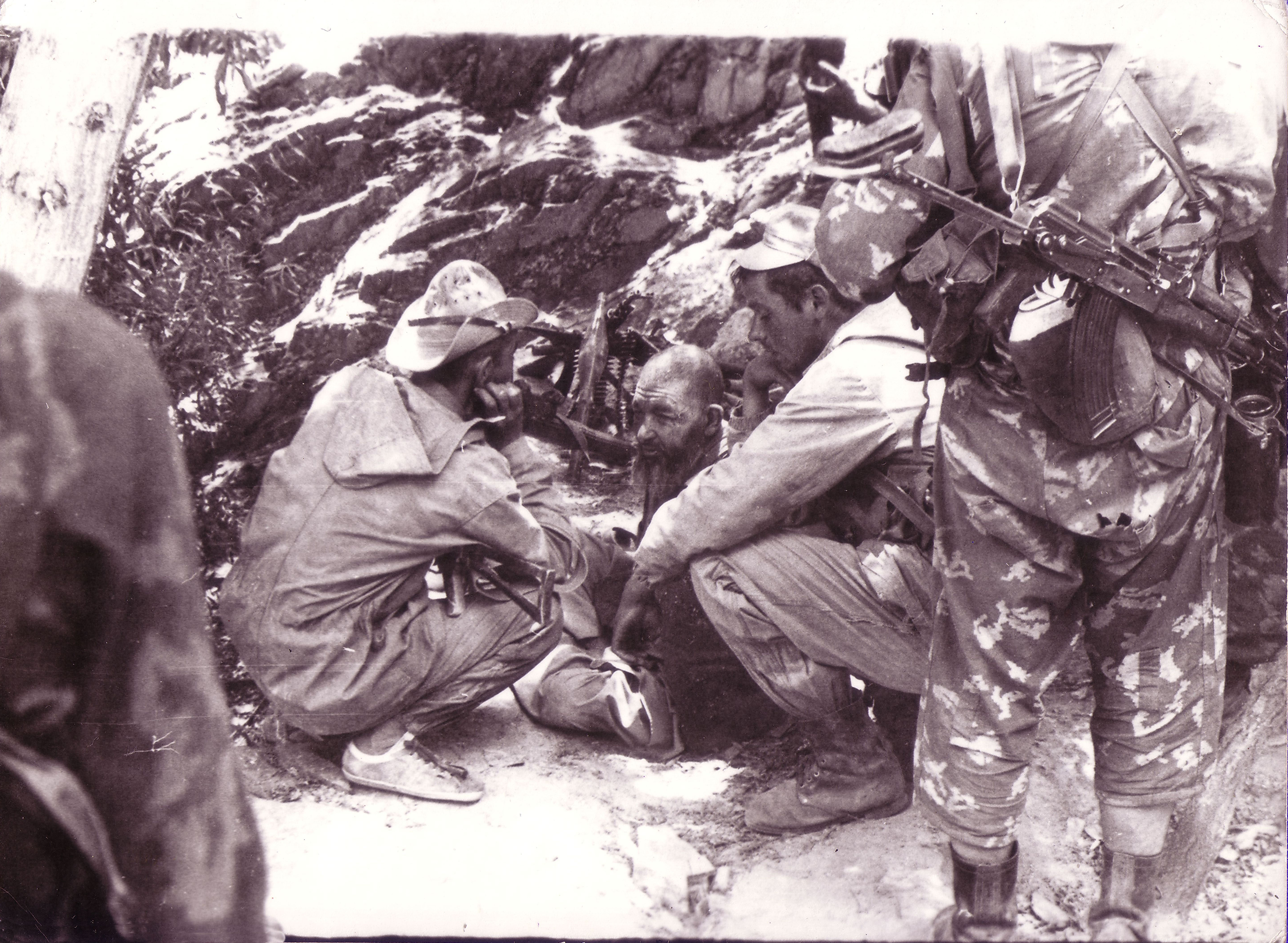
Spetsnaz sovietici interrogano un prigioniero di guerra afghano

L'11 marzo 1985 Michail Gorbačëv divenne Segretario generale del PCUS, dando finalmente una stabilità politica ai vertici politici di Mosca dopo i brevi governi di Jurij Vladimirovič Andropov e Konstantin Ustinovič Černenko. Inizialmente il cambio ai vertici della dirigenza sovietica non sembrò comportare modifiche per quanto riguardava la situazione afghana, e il 1985 si dimostrò l'anno più sanguinoso del conflitto: tra gennaio e febbraio un'offensiva delle truppe afghane nella provincia di Konar si concluse con un netto fallimento, mentre attacchi dei mujaheddin provenienti dalla valle del Panjshir tagliarono la strada del Passo del Salang in marzo; in giugno un attacco sovietico-afghano devastò la provincia di Helmand seguito poco dopo da una nona e inconcludente offensiva nella valle del Panjshir, mentre pesanti combattimenti si ebbero nell'area di Herat e Kandahar tra luglio e agosto; l'anno si chiuse con un nuovo insuccesso per le forze della RDA, che tra agosto e settembre non riuscirono a espugnare l'importante base mujaheddin di Zhawar, nella provincia di Paktia.
La fornitura ai mujaheddin da parte dei loro sostenitori internazionali di armi antiaeree sempre più sofisticate aumentò drasticamente le perdite di velivoli da parte sovietica: un pugno di guerriglieri dotato di missili spalleggiabili come gli Stinger statunitensi poteva ora causare molti danni, magari centrando un aereo da trasporto carico di truppe in fase di decollo o atterraggio; l'incremento delle capacità antiaeree dei guerriglieri costrinse i sovietici a rivedere le loro tattiche, con i velivoli obbligati ora a rinunciare alle missioni d'attacco al suolo e a bombardare da quote più elevate (perdendo così in precisione), mentre gli elicotteri tesero a mantenersi di più sopra le forze amiche, rinunciando a spingersi a fondo in territori ostili.
Gli insuccessi e le pesanti perdite patite nel 1985 convinsero Gorbačëv dell'inutilità di continuare la guerra: il 17 ottobre 1985, durante una riunione del Politburo, il segretario espresse per la prima volta l'intenzione di avviare il ritiro delle forze sovietiche dall'Afghanistan, e pur non condannando l'intervento nel paese fece intendere che si era trattato di un errore grossolano; la posizione di Gorbačëv venne poi resa pubblica per la prima volta nel febbraio del 1986, durante il XXVII Congresso del PCUS. La nuova politica della glasnost' e l'attenuazione della censura consentì ora ai giornalisti sovietici di dare descrizioni più veritiere di quanto stava accadendo in Afghanistan, rendendo edotta la popolazione delle reali condizioni in cui si trovava a operare il "Limitato contingente di truppe sovietiche"; il nuovo clima contagiò le stesse forze armate, all'apparenza granitiche nel voler proseguire il conflitto: il colonnello Kim Tsagolov, reduce dall'Afghanistan, redasse nell'agosto del 1987 una lunga lettera enunciando tutti gli errori politici e militari compiuti dai sovietici nel paese, e di fronte all'insofferenza degli alti comandi per la sua denuncia la rese pubblica tramite un'intervista alla rivista Ogonek, scatenando fortissime polemiche.
Il nuovo clima non fece che incrementare sensibilmente l'opposizione popolare alla guerra: come scrisse il maresciallo Sergej Fëdorovič Achromeev, capo di stato maggiore delle Forze Armate, "il popolo non approvava la guerra. Le ragioni dell'ingresso delle nostre truppe in Afghanistan non gli erano mai state spiegate, anche perché era impossibile farlo. Le perdite non erano perciò considerate necessarie e inevitabili".

### Quarta fase: ritirata

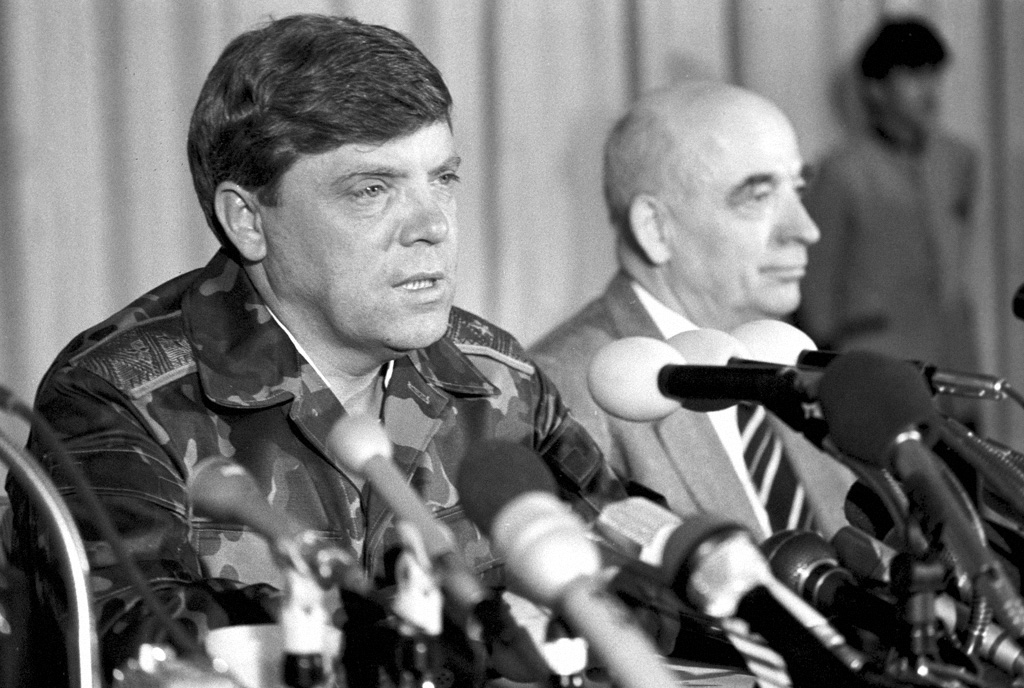
Il generale Boris Gromov, ultimo comandante della 40ª Armata, annuncia formalmente l'inizio del ritiro delle forze sovietiche

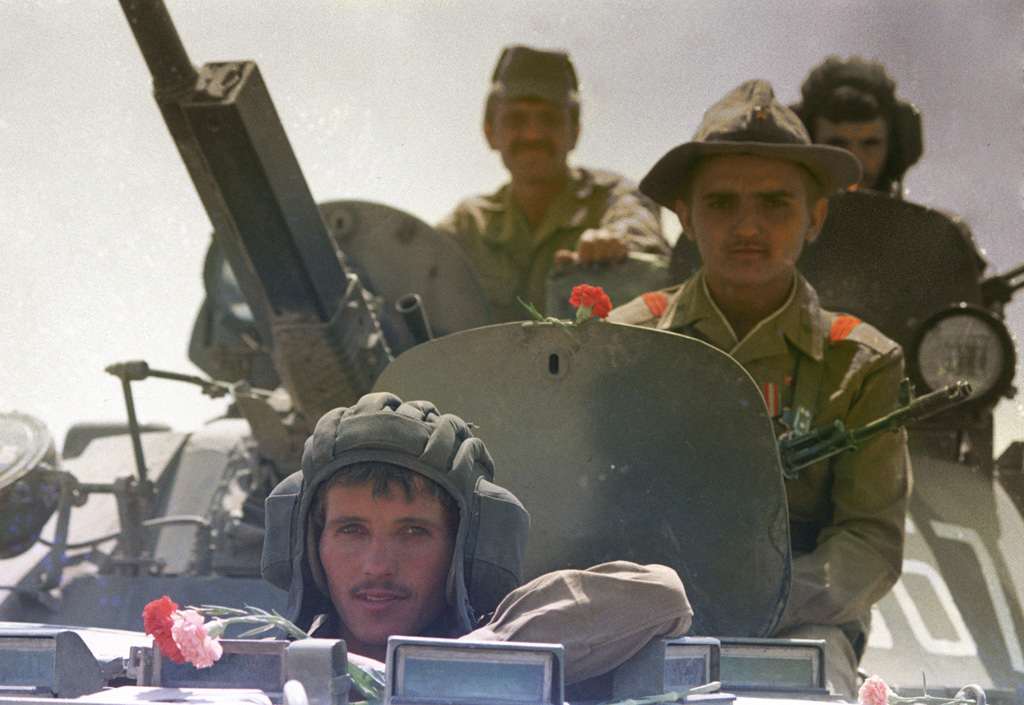
Truppe sovietiche in ritirata dall'Afghanistan

A partire dai primi mesi del 1986 quindi Gorbačëv avviò un programma di "afghanizzazione" del conflitto, trasferendo maggiori responsabilità belliche alle truppe afghane per disimpegnare quelle sovietiche, progressivamente relegate a soli compiti di supporto alle prime; i sovietici curarono il rafforzamento e la modernizzazione delle forze armate afghane, ma la mai risolta piaga delle diserzioni comprometteva ancora la loro tenuta sul campo di battaglia. Dal gennaio del 1987 le forze da combattimento sovietiche furono ritirate da qualsiasi tipo di operazione offensiva terrestre, ricevendo ordine di fare ricorso alla forza solo per autodifesa; i soldati sovietici si sistemarono quindi in alcune "bolle di sicurezza", basi pesantemente fortificate e sorvegliate dove trascorrere il loro restante periodo di servizio in Afghanistan: se le perdite umane diminuirono il morale dei reparti crollò ai minimi livelli, con frequenti casi di nonnismo, insubordinazione, indisciplina e consumo di droghe. Due delle poche eccezioni a questo atteggiamento difensivo furono le missioni lungo il fiume Arghandab e l'operazione Magistral: in quest'ultimo evento tra il novembre 1987 e il gennaio 1988 un grosso contingente di truppe sovietiche e afghane fu impegnato nel tentativo di rompere l'assedio alla guarnigione di Khowst, praticamente tagliata fuori fin dall'inizio del conflitto, e di liberare dai mujaheddin la strada per Gardez; l'operazione fu un successo e raggiunse tutti i suoi obiettivi, ma il fine ultimo non era che quello di garantire una via di ritirata per le forze sovietiche stanziate nel sud-est del paese, e non appena queste ripiegarono le posizioni catturate tornarono in mano ai guerriglieri.
Sul fronte politico Karmal, ritenuto da Gorbačëv il principale responsabile della mancata stabilità del paese, fu rimpiazzato alla guida del governo dal vicepresidente Haji Mohammad Chamkani il 24 novembre 1986 prima che anche questi cedesse il posto a Mohammad Najibullah, più ben visto dai sovietici, il 20 settembre 1987. Benché la sua carica di ex capo del KHAD lo rendesse malvisto da molti degli oppositori, Najibullah avviò, su richiesta di Mosca, una politica di "riconciliazione nazionale" per pacificare il paese: fu varata una nuova costituzione che apriva al multipartitismo, elementi estranei al PDPA furono ammessi alle funzioni di governo, fu proclamata un'amnistia generale e si previdero strumenti per restituire agli esuli i loro beni, invitandoli a tornare; nonostante fosse riuscita ad attrarre alcuni degli elementi più moderati, la politica di Najibullah fallì in buona parte i suoi scopi, non riuscendo né a rendere più popolare il governo di Kabul né a convincere gli insorti ad avviare trattative con esso, ma anzi spinse questi ultimi a intensificare le operazioni militari, nel timore che un allentamento della tensione spingesse i mujaheddin a ritornare alle loro occupazioni civili percependo un'imminente fine del conflitto.
Al contempo, cercando di sfruttare i migliori rapporti instaurati con gli statunitensi dopo la firma del trattato INF l'8 dicembre 1987, Gorbačëv diede avvio a colloqui internazionali sotto l'egida dell'ONU per fissare il ritiro delle truppe sovietiche: il 14 aprile 1988 Afghanistan e Pakistan, con URSS e Stati Uniti come rispettivi garanti, firmarono gli accordi di Ginevra, stabilendo la non ingerenza e la non interferenza dei due paesi nelle questioni del vicino e fissando dei termini generali per il ritorno dei profughi afghani alle loro case; il trattato stabiliva anche un calendario per il ritiro del contingente sovietico in due scaglioni distinti, tra il 15 maggio e il 16 agosto 1988 e tra il 15 novembre 1988 e il 15 febbraio 1989, con una missione di osservatori dell'ONU (UNGOMAP) incaricata di monitorare il corretto ripiegamento dei reparti. Rimase tuttavia aperto il problema dell'Iran, che si rifiutò di firmare gli accordi continuando a fornire assistenza ai mujaheddin.
Il ritiro delle forze sovietiche iniziò come previsto: nonostante fossero state negoziate tregue e cessate il fuoco locali con i vari comandanti guerriglieri, la ritirata sovietica fu disturbata da alcune imboscate dei gruppi mujaheddin più estremisti, anche se in generale essa si svolse senza grandi intoppi. L'unica eccezione al ripiegamento pacifico dei reparti sovietici fu l'operazione Typhoon, eseguita tra il 23 e il 26 gennaio 1989: dietro esplicito ordine del ministro della Difesa Dmitrij Timofeevič Jazov e nonostante il parere contrario dei generali sul posto, le truppe sovietiche attaccarono le forze mujaheddin del comandante Massoud nella valle del Panjshir, con null'altro scopo di dare un "ultimo assalto" ai gruppi di guerriglieri che più di altri avevano provocato danni agli occupanti; per minimizzare le proprie perdite i sovietici evitarono accuratamente combattimenti da distanza ravvicinata, preferendo impiegare l'artiglieria, i missili e i bombardieri provocando di conseguenza alte perdite tra i civili.
Il ritiro sovietico fu completato entro la scadenza pattuita: il 15 febbraio 1989, più di nove anni dopo l'inizio del conflitto, il generale Boris Gromov, ultimo comandante della 40ª Armata, attraversò simbolicamente il ponte sull'Amu Darya come "ultimo soldato sovietico a lasciare l'Afghanistan", ponendo fine al coinvolgimento dell'URSS nel paese.

## Conseguenze

### Perdite della 40ª Armata e cambiamenti interni all'URSS
Su un totale di 620000 militari sovietici che prestarono servizio in Afghanistan, le cifre ufficiali indicarono inizialmente 14453 caduti in combattimento, così ripartiti: 13833 dell'esercito, 572 delle guardie di frontiera e altre unità del KGB, 28 delle truppe del ministero degli Interni e 20 tra il personale di altri uffici o ministeri; successivi riconteggi innalzarono il totale a 15041, ripartiti tra esercito (14427), truppe del KGB (576) e altri (28). Ricerche più recenti, accolte anche dallo studio ufficiale sulla guerra redatto dell'Ufficio storico dello Stato maggiore russo, innalzarono il totale a circa 26000 uomini, sia del personale militare che paramilitare, conteggiando i caduti in combattimento ma anche quelli in incidenti e i deceduti per ferite o malattie contratte in Afghanistan. Si contarono poi 53753 feriti (tra cui 10751 resi invalidi) mentre ben 415932 uomini (l'88,56% della forza complessiva) contrassero malattie a causa delle condizioni climatiche e del pessimo stato dei servizi sanitari locali, compresi 115308 casi di epatite e 31080 di febbre tifoide. Durante la guerra 417 militari furono dichiarati dispersi o presi prigionieri dai mujaheddin, ma al termine del conflitto solo 119 di loro furono liberati (gli altri furono giustiziati o morirono in prigionia): di questi 97 fecero ritorno in URSS mentre altri 22 chiesero e ottennero asilo in altri paesi. Dal punto di vista materiale, le forze sovietiche riportarono la perdita di 118 velivoli, 333 elicotteri, 147 carri armati, 1314 veicoli blindati, 433 cannoni e mortai e 11369 altri mezzi terrestri.
Benché non ci sia accordo tra gli autori circa il grado di incisività, la guerra in Afghanistan fu anche una della cause che concorsero alla dissoluzione dell'Unione Sovietica. Il conflitto cambiò la percezione dei leader sovietici sull'uso della forza e sull'intervento militare in paesi stranieri per mantenere salda l'URSS; accelerò la glasnost e la perestrojka e stimolò la nascita di nuove forme di partecipazione politica critiche verso il partito comunista, a cominciare dai numerosi e attivi veterani (soprannominati афганцкий, Afgansckij); screditò poi l'immagine dell'Armata Rossa, rafforzando le spinte indipendentistiche delle repubbliche sovietiche, le quali vedevano l'intervento in Afghanistan come una guerra russa combattuta da soldati non russi.
Dopo che nel 1986 Gorbačëv ammise durante il XXVII Congresso del PCUS che la guerra era stata un errore, sempre più politici, tra cui il ministro degli esteri Eduard Shevardnadze, presero le distanze da un conflitto divenuto ormai impopolare. La contrarietà all'intervento di pashtun, tagiki e uzbeki dei paesi dell'Asia centrale indusse il PCUS a ordinare purghe politiche fatte passare per effetti della perestrojka, ma la sostituzione dei quadri con personale russo provocò rivolte e proteste in Kazakistan, Tagikistan, Armenia e nella regione di Astrachan'. Forti risentimenti antimilitaristi e anti-russi si ebbero anche in Ucraina, Georgia e nelle repubbliche baltiche; in Lituania, per esempio, il Movimento riformatore nel febbraio 1989 proclamò come suo obiettivo primario l'indipendenza da Mosca. I più accesi oppositori alle riforme di Gorbačëv all'interno dell'esercito persero voce in capitolo, alle elezioni del marzo 1989 del Soviet Supremo molti alti ufficiali furono battuti da rappresentanti dell'ala antimilitarista e la condotta della guerra fu, per la prima volta, sottoposta a un giudizio di natura civile da parte di una commissione ad hoc istituita dal Congresso dei Deputati del Popolo dell'URSS. I generali si difesero rispondendo che la guerra era stata strumentalizzata al fine di metterli in imbarazzo scaricando le colpe sulla stampa, più libera grazie alla glasnost e portavoce dei problemi evidenziati dagli Afgansky (gli Afgani), o sui politici o, ancora, sostenendo la loro contrarietà all'intervento in Afghanistan.
Va però ricordato che ancora oggi i reduci godono, oltre che a grande stima, di pensioni, trasporti pubblici e trattamenti sanitari gratuiti in tutti i paesi dell'ex Unione Sovietica.

### La devastazione dell'Afghanistan

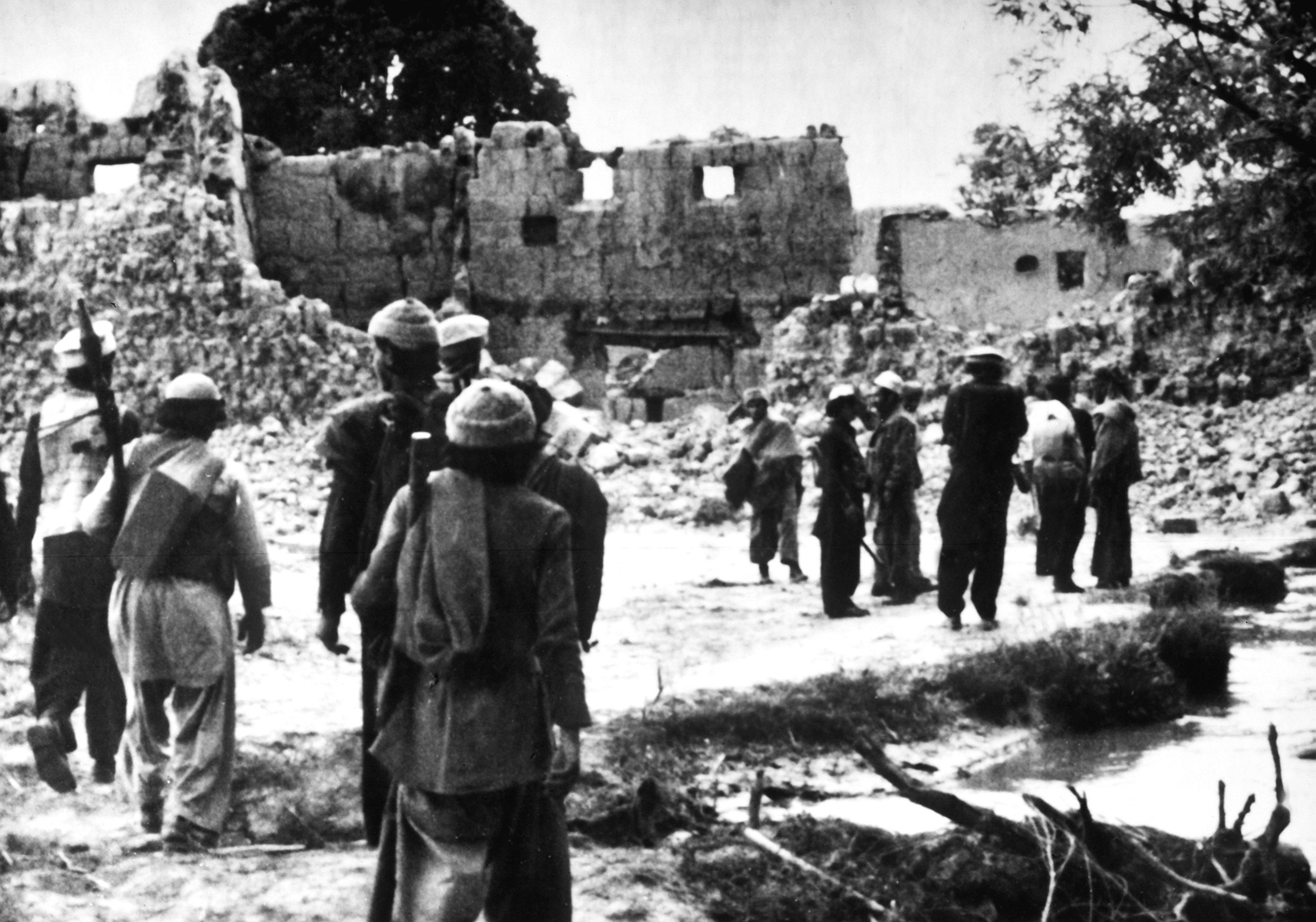
Combattenti mujaheddin fanno ritorno al loro villaggio devastato dai combattimenti

Stimare le perdite afghane è molto difficile visto che i combattimenti non si arrestarono con il ritiro sovietico ma proseguirono per molti anni a seguire: le stime vanno da 670000 a 2 milioni di civili afghani morti, a cui vanno aggiunti 1200000 disabili (compresi ex mujaheddin e soldati governativi) e circa 3 milioni di feriti (in maggioranza civili). Le forze sovietiche non furono le sole responsabili delle vittime civili: Felix Ermacora, inviato speciale dell'ONU, stimò che gli attacchi con razzi dei mujaheddin contro la capitale Kabul provocarono 4000 morti civili nel solo 1987. I caduti delle forze governative si stimano intorno a 18000 uomini, mentre per i mujaheddin le stime si aggirano intorno a 75000 - 90000 morti.
Più di 5 milioni di afghani (un terzo della popolazione prebellica) trovarono rifugio nei campi profughi allestiti in Pakistan o in Iran, con ulteriori 2 milioni di profughi interni al paese; nel corso degli anni ottanta gli afghani da soli costituivano la metà dei rifugiati presenti in tutto il mondo. Le condizioni di vita nei campi profughi mieterono ulteriori vittime: un'indagine sui profughi afghani stanziati a Quetta eseguita poco dopo il ritiro sovietico rilevò una mortalità infantile del 31% (senza contare che l'80% dei bambini rifugiati non era stato registrato), e che tra i superstiti il 67% si trovava in condizioni di forte denutrizione.
Il paese era stato devastato dai combattimenti: Kandahar, seconda città del paese, scese da una popolazione di 200000 abitanti prima della guerra a non più di 25000 dopo a causa delle campagne di bombardamento aereo dei sovietici; il sistema di irrigazione del paese, di vitale importanza visto il clima arido, uscì quasi completamente distrutto dal conflitto, rendendo incoltivabili molte zone. Tra i 10 e i 16 milioni di mine furono sparse per tutto il paese da entrambi i contendenti, continuando a mietere vittime anni dopo la fine dei combattimenti e impedendo il ritorno alle loro case di molti rifugiati.

### Crimini di guerra
Gli studiosi Mohammad Kakar, W. Michael Reisman e Charles Norchi sostengono che l'Unione Sovietica abbia commesso un vero e proprio genocidio in Afghanistan. Fino a 2000000 di afghani furono uccisi dalle forze sovietiche e dai loro alleati. In un notevole incidente l'esercito sovietico commise l'uccisione di massa di civili nell'estate del 1980. Per separare i mujaheddin dalle popolazioni locali ed eliminare il loro sostegno, l'esercito sovietico uccise e scacciò i civili e usò tattiche di terra bruciata per impedire il loro ritorno, usando trappole esplosive, mine e sostanze chimiche in tutto il paese. L'esercito sovietico uccise indiscriminatamente combattenti e non combattenti per garantire la sottomissione da parte delle popolazioni locali; le province di Nangarhar, Ghazni, Lagham, Kunar, Zabol, Qandahar, Badakhshan, Lowgar, Paktia e Paktika furono testimoni di ampi programmi di spopolamento da parte delle forze sovietiche.
Le forze sovietiche rapirono anche donne afghane in giro per il nel paese durante le operazioni di ricerca dei mujaheddin: nel novembre 1980 un certo numero di tali incidenti avrebbe avuto luogo in varie parti del paese, tra cui Laghman e Kama. Soldati sovietici e agenti KhAD rapirono giovani donne dalla città di Kabul e dalle aree di Darul Aman e Khair Khana, vicino alle guarnigioni sovietiche, per violentarle. Le donne violentate dai soldati sovietici furono considerate "disonorate" dalle loro famiglie una volta tornate a casa. Disertori dell'esercito sovietico confermarono nel 1984 anche le atrocità delle truppe sovietiche su donne e bambini afgani, affermando che le donne afghane venivano violentate. Lo stupro delle donne afghane da parte delle truppe sovietiche era comune, al punto che l'11,8% dei criminali di guerra sovietici in Afghanistan furono condannati per stupro.

### La guerra che non finì

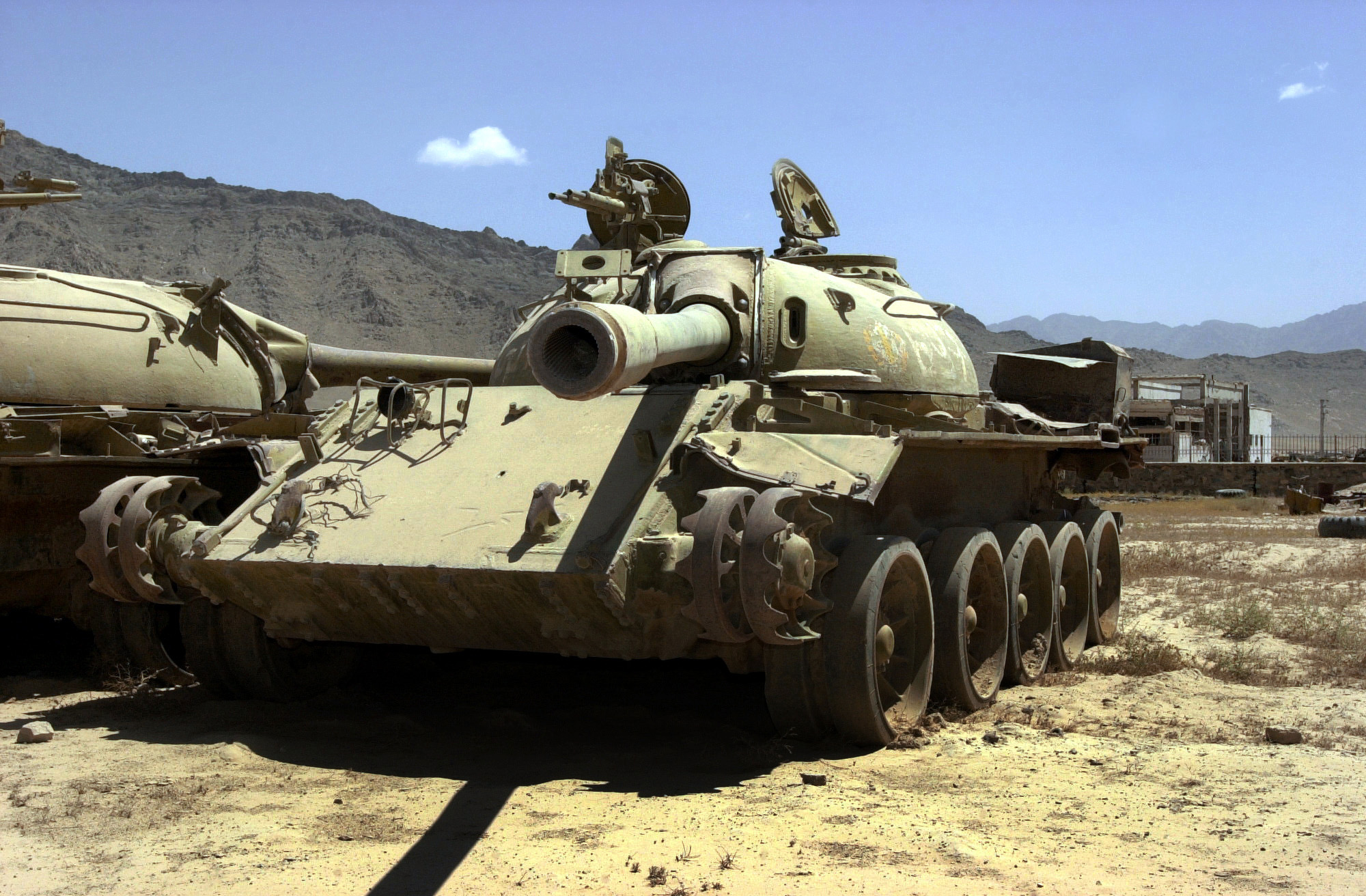
Un carro armato sovietico T-55 abbandonato in Afghanistan

Era opinione comune che senza il supporto dell'Armata Rossa il regime del PDPA sarebbe ben presto crollato sotto i colpi dei mujaheddin, ma inaspettatamente esso riuscì a resistere anche dopo la ritirata sovietica: riportando il conflitto a una dimensione di guerra civile e non di lotta contro l'occupante straniero, Najibullah sfruttò a proprio vantaggio le mai risolte divisioni nel campo dell'opposizione riuscendo a guadagnarsi la neutralità se non l'appoggio di alcuni capi tribali; continuamente rifornite di armi dall'URSS, le forze armate afghane furono in grado di infliggere una dura sconfitta nella zona di Jalalabad ai mujaheddin che marciavano verso Kabul, tra il marzo e il maggio del 1989, portando la guerra a una situazione di stallo. Addirittura sul finire del 1990 si aprirono a Ginevra trattative di pace tra la RDA e i principali gruppi di mujaheddin, anche se ben presto naufragate a causa dell'inconciliabilità delle opposte posizioni.
La dissoluzione dell'Unione Sovietica sul finire del 1991 rappresentò l'inizio della fine per la RDA: con la sua economia a pezzi, lo Stato afghano era completamente dipendente dagli aiuti provenienti da Mosca, non solo per quelli militari ma anche per la fornitura di grano e combustibili, ma il nuovo governo russo di Boris Nikolaevič El'cin decise di tagliare i legami con Kabul gettando il paese nel caos; l'apparato militare afghano perse le sue residue capacità belliche e si frazionò in fazioni ostili le une alle altre. Per l'inizio del 1992 le colonne di mujaheddin erano ormai in marcia verso Kabul da più direzioni: decisiva in questa fase si dimostrò la defezione delle milizie uzbeke di Abdul Rashid Dostum, che disertarono il campo governativo per schierarsi dalla parte degli oppositori; il 17 aprile gli uzbeki di Dostum, le milizie pashtun di Hekmatyar e quelle tagike di Massoud entrarono a Kabul mentre Najibullah trovava rifugio nella sede ONU della capitale. Il regime del PDPA fu cancellato e al suo posto i leader ribelli proclamarono lo Stato islamico dell'Afghanistan.
Le divisioni etniche e tribali nel campo dei mujaheddin a questo punto esplosero in tutta la loro interezza: l'elezione del tagiko Rabbani alla guida del nuovo Stato scatenò l'ostilità della maggioranza pashtun, gruppo etnico politicamente dominante per gran parte della storia afghana; ritiratesi da Kabul, le milizie pashtun di Hekmatyar dichiararono guerra al nuovo governo e iniziarono una serie di sanguinosi bombardamenti della capitale. Mentre Rabbani e Massoud continuavano a controllare il nord-est del paese, il resto dell'Afghanistan collassò in uno stato di anarchia totale, con vari signori della guerra e leader tribali intenti a spadroneggiare in lungo e in largo.

## Nella cultura di massa

### Filmografia
- 007 - Zona pericolo (The Living Daylights), regia di John Glen (1987)
- Belva di guerra (The Beast), regia di Kevin Reynolds (1988)
- Rambo III, regia di Peter MacDonald (1988)
- Afghan breakdown (Afganskij izlom), regia di Vladimir Bortko (1990)
- La 9ª compagnia ( The 9th Company ), regia di Fëdor Bondarčuk (2005)
- La guerra di Charlie Wilson (Charlie Wilson's war), regia di Mike Nichols (2007)

### Musica
- La canzone Radio Kabul del gruppo italiano CCCP - Fedeli alla linea contenuta nell'album Socialismo e barbarie.